# 日暮里駅
日暮里駅（にっぽりえき）は、東京都荒川区西日暮里二丁目にある、東日本旅客鉄道（JR東日本）・京成電鉄・東京都交通局の駅である。
荒川区最南端の駅で、一部は台東区にまたがる。

## 乗り入れ路線
JR東日本の各線（後述）、京成電鉄の本線、東京都交通局の日暮里・舎人ライナーの3社局の路線が乗り入れ、乗換駅となっている。また、JR東日本の駅には「NPR」のスリーレターコードが付与されている。
- JR東日本：各線（後述）
- 京成電鉄： 本線 - 駅番号はKS02[報道 2]。
- 東京都交通局 ：  日暮里・舎人ライナー - 駅番号はNT 01[報道 3]。

JR東日本の駅に乗り入れている路線は、線路名称上は東北本線と常磐線の2路線であり、東北本線を所属線としている。東北本線は当駅で田端駅経由の本線と尾久駅経由の支線が分岐するが、支線を経由する列車線にはホームがなく、列車線で運行される宇都宮線・高崎線列車は停車しない。本線経由の電車線で運行される京浜東北線電車および山手線電車のみが停車する。一方、常磐線に関しては中距離電車および常磐線快速電車が停車する。
- 京浜東北線：電車線を走行する東北本線の近距離電車。横浜駅から根岸線への直通運転も実施している。駅番号はJK 32[報道 1]。
- 山手線：東北本線電車線を走行する環状路線。駅番号はJY 07[報道 1]。
- 常磐線（快速）：列車はすべて東北本線上の専用線路を介して上野駅まで乗り入れるほか、一部列車が品川駅まで運転される。駅番号はJJ 02[報道 1]。

当駅は、特定都区市内における「東京都区内」および「東京山手線内」に属する。事務管コードは、▲441005となっている。
当駅からの京成電鉄の列車の一部は、成田国際空港方面と結び芝山鉄道芝山鉄道線との直通運転を行なっているほか、京成千葉線やその先の京成千原線と往来する便もある。

## 歴史

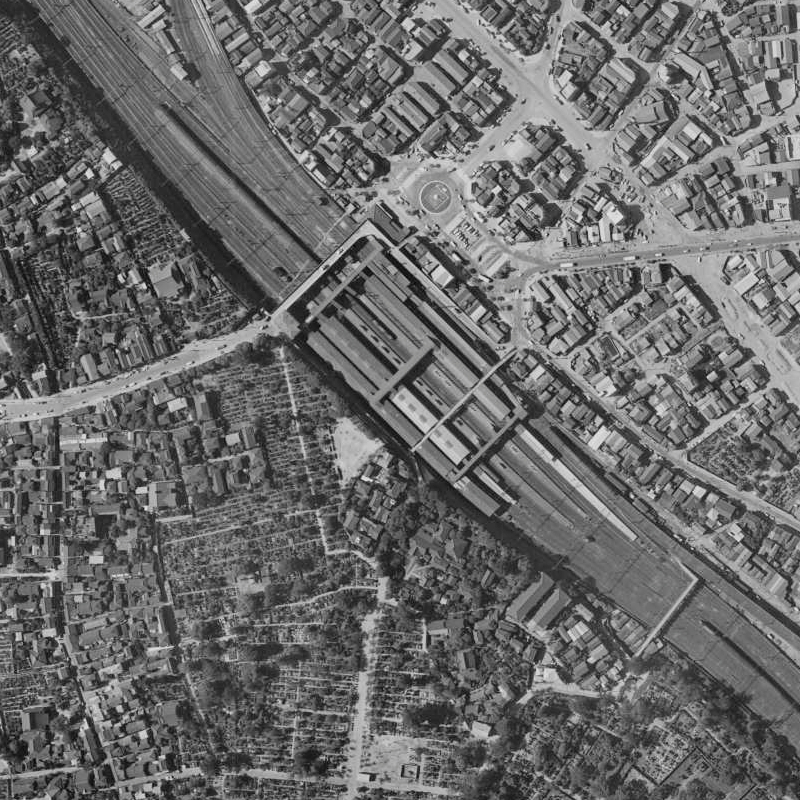
日暮里駅周辺の白黒空中写真（1963年6月26日撮影）

- 1905年（明治38年）4月1日：日本鉄道の三河島駅 - 日暮里駅間が開通し、現在のルートが完成時に開業[4]。
- 1906年（明治39年）11月1日：日本鉄道の国有化に伴い、当駅も国有とされる[4]。
- 1909年（明治42年）10月12日：線路名称の制定により、東北本線の所属となる。
- 1928年（昭和3年）ごろ：現在地より北寄りにあった駅を現在地に移転。
- 1931年（昭和6年）12月19日：京成電気軌道（現・京成電鉄）の駅が開業。
- 1952年（昭和27年）6月18日：日暮里駅構内乗客転落事故。国鉄の南側跨線橋（1928年〈昭和3年〉建設）[新聞 1]の10番線に面した羽目板が破れて乗客が落下したところに電車が進入し、8人が死亡。
- 1954年（昭和29年）8月13日：乗客転落事故を受け、国鉄が混雑解消のため谷中墓地下の崖を削り取り、11・12番線ホームの新設工事を開始[新聞 2][新聞 3]。
- 1955年（昭和30年）5月5日：国鉄が11・12番線ホームの使用を開始[新聞 4]。
- 1956年（昭和31年）9月11日：国鉄が中央連絡通路の使用を開始[新聞 5][新聞 6]。
- 1969年（昭和44年）12月27日：翌1月1日の間、常磐線通勤列車の上野駅乗り入れを中止し、日暮里駅で折り返し運転を行う。上野駅の長距離列車発着ホームを行き先別に整理するための措置[新聞 7]。
- 1974年（昭和49年）：「日暮里駅改良工事」を開始。最初に始まったのは、東北本線・高崎線の在来線ホーム2本を撤去して新幹線の路線を構内に確保するための在来線軌道移設切り替え工事。
- 1977年（昭和52年）：東北本線・高崎線の在来線ホーム2本が撤去される。5 - 8番線が欠番となる。
- 1979年（昭和54年）12月：新幹線の上野乗り入れが発表され、構内工事が始まる。また南側に各ホームを連絡する狭隘な地下通路があったが廃止された。
- 1985年（昭和60年）3月14日：国鉄の荷物の扱いを廃止[1]。
- 1987年（昭和62年）4月1日：国鉄分割民営化に伴い、国鉄の駅は東日本旅客鉄道（JR東日本）の駅となる[4]。
- 1988年（昭和63年）3月13日：京浜東北線の快速運転開始に伴い、日中は京浜東北線が通過するようになる[5]。
- 1989年（平成元年）7月7日：JR東日本の駅に南口および南改札口を開設[新聞 8]。
- 1990年（平成2年）
  - 11月2日：JR東日本の南口に設置された自動改札機の供用を開始[6]。
  - 12月22日：JR東日本の北口に設置された自動改札機の供用を開始[6]。
- 2001年（平成13年）11月18日：JR東日本でICカード「Suica」の利用が可能となる[報道 4]。
- 2007年（平成19年）3月18日：京成電鉄でICカード「PASMO」の利用が可能となる[報道 5]。
- 2008年（平成20年）3月30日：日暮里・舎人ライナーの開通に伴い、東京都交通局の駅が開業[7][報道 6]。
- 2009年（平成21年）
  - 6月20日：駅ナカ商業施設「エキュート日暮里」が一部オープン[報道 7]。
  - 10月3日：京成線の下り線が高架化される[報道 8][新聞 9]。
- 2013年（平成25年）10月20日：隣接していた旧京成線下りホームの跡地を利用して常磐線ホームの拡幅工事を実施。
- 2018年（平成30年）
  - 2月24日：京成線1・2番線にてホームドアの使用を開始[報道 9]。
  - 12月23日：京成線0番線にてホームドアの使用を開始[報道 10][報道 11]。
- 2019年（令和元年）9月1日：駅ナカ「エキュート日暮里」が全面改装のため、同日より一時休業[報道 12]。
- 2020年（令和2年）7月15日：駅ナカ「エキュート日暮里」が全面リニューアルされ、営業再開[報道 13]。
- 2022年（令和4年）2月26日：JR東日本の南改札口に「お客様サポートコールシステム」導入により業務委託を解除[8]。
- 2023年（令和5年）3月22日：京浜東北線（9・12番線）ホームにてホームドアの使用を開始[報道 14][注 3]。

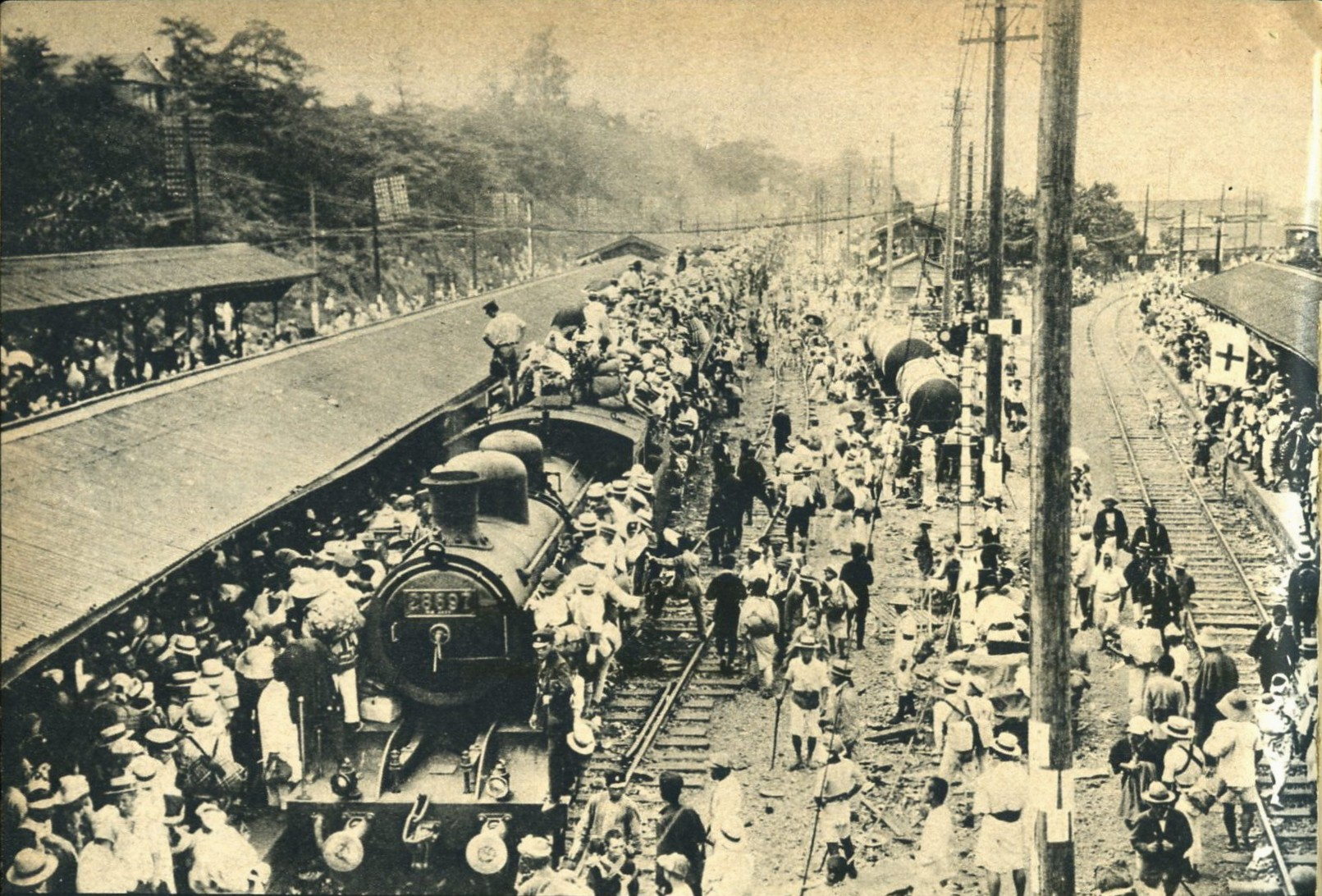
1923年（大正12年）9月1日に発生した関東大震災の避難列車。日暮里駅（移転前）にて。
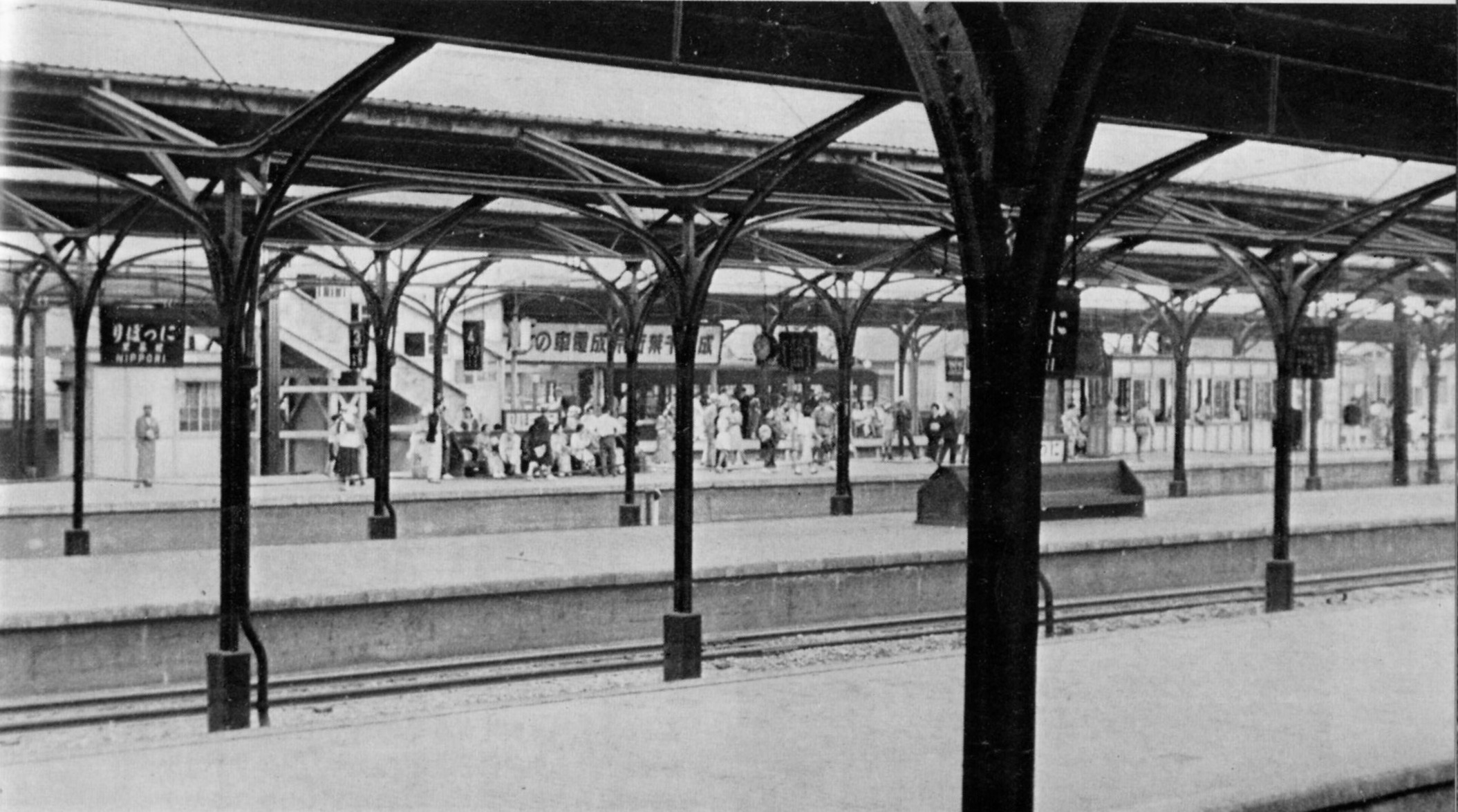
1939年撮影。7・8番線ホームから京成電車のりばが見える。
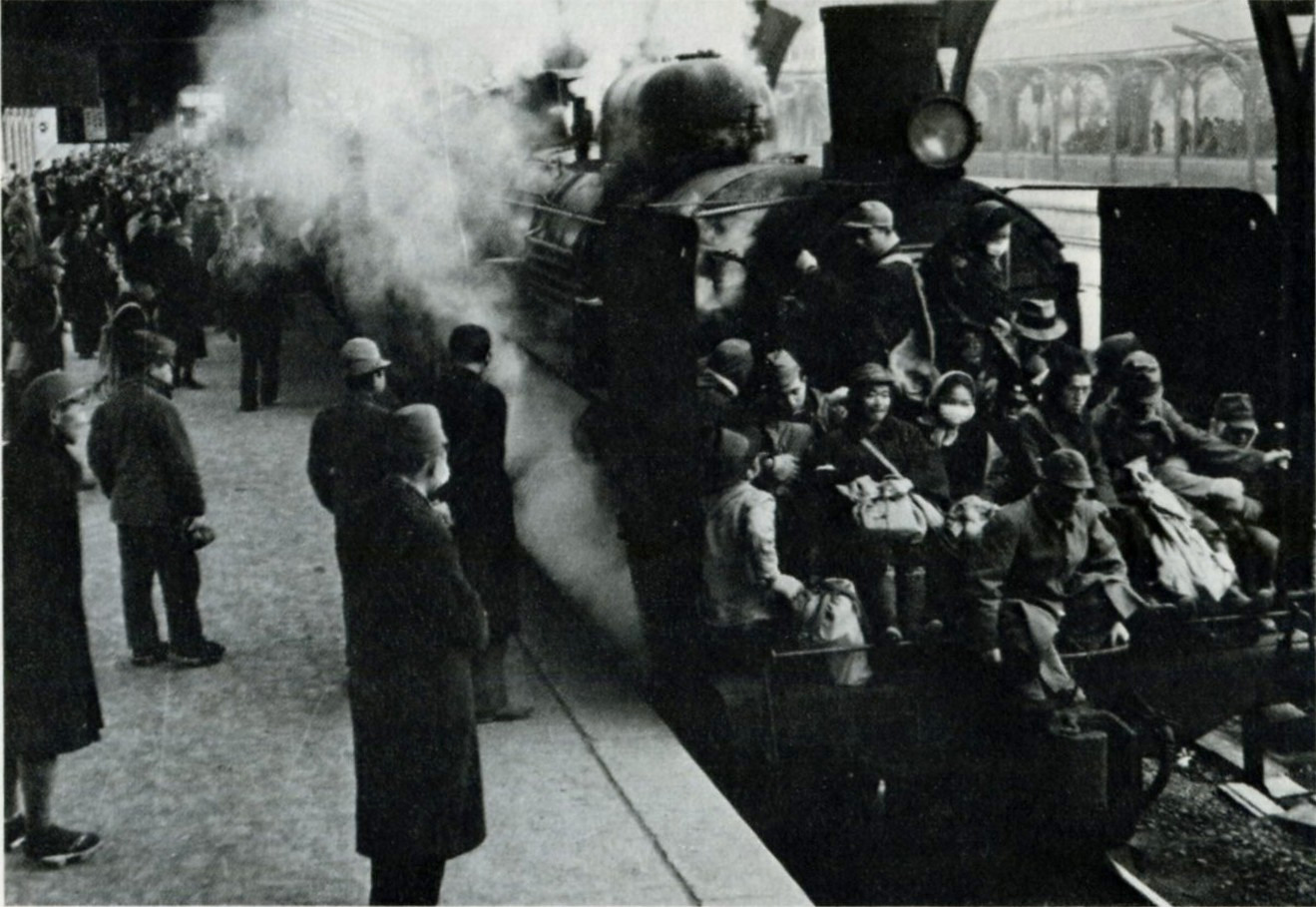
太平洋戦争終戦直後の、日暮里駅4番線における買い出し列車（1946年、影山光洋撮影）
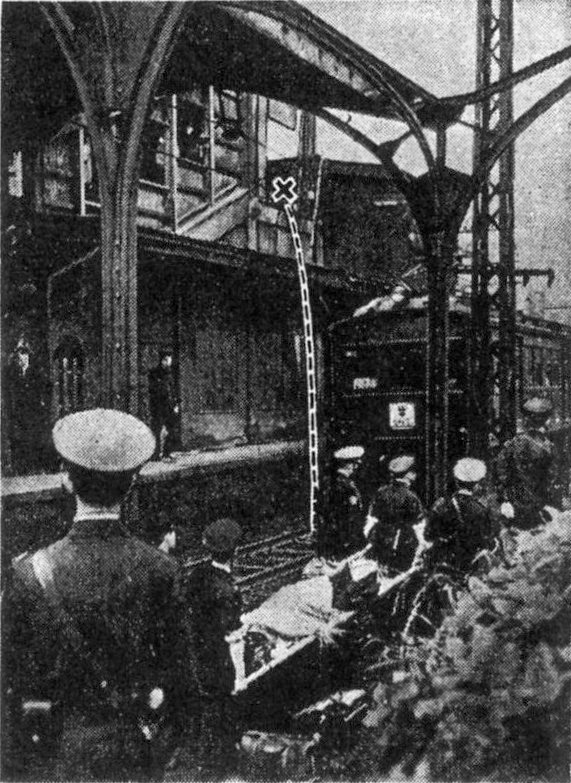
日暮里駅構内乗客転落事故の現場（1952年6月18日）

## 駅構造

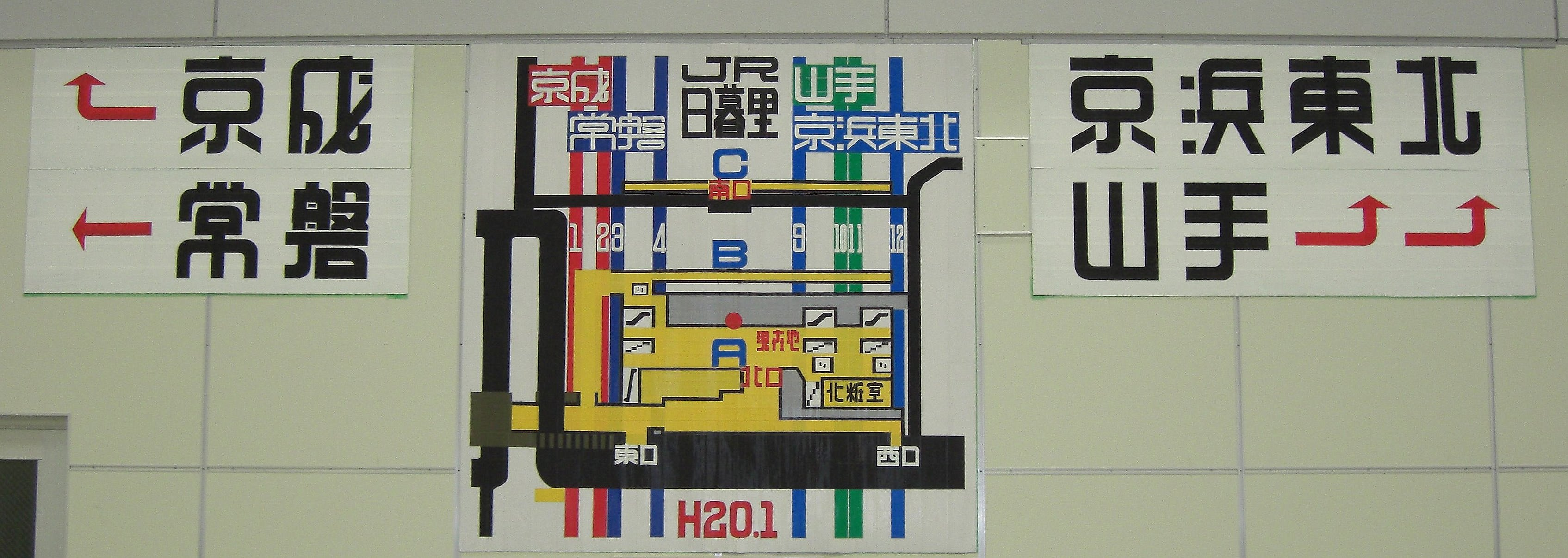
ガムテープ製の書体を使用した日暮里駅乗り換え案内図（2008年2月）

JR東日本3面6線、京成電鉄3面2線、日暮里・舎人ライナー1面2線の計7面10線のホームを持つ。京成下りホームおよび日暮里・舎人ライナーのホームが高架ホームのほかは全て地上ホームである。橋上駅舎を有している。改札は北改札口と南改札口の2か所で、北改札口は「東口」と「西口」の2つの出口がある。なお、南改札口にはお客さまサポートコールシステムが導入されており、終日インターホンによる案内となる。
また、当駅を起点として日暮里・舎人ライナーが開通し、北口の駅前広場上空に既存駅に対して直角に駅舎が設置されるとともに先のコンコースを介して3社局の駅が連結された。これと並行してJR・京成とも駅改良工事を施工したが、特に京成側は国土交通省の鉄道駅総合改善事業として日暮里駅整備株式会社を事業主体として駅の構造を変えてしまうほどの大規模な工事となり、その進捗によって駅出入口、通路、階段、改札口などの変更が頻繁に行われ、駅構内では係員が常駐し、肉声や拡声器を使って利用客の案内・誘導を行っていた。
東口では、2007年（平成19年）6月ごろからガムテープを使った案内表示がコンコース内外で展開されるようになった。これに伴い案内員も減り、スムーズに人が流れるようになった。なお、案内表示は手作業で製作した独自の書体を使用している。この書体は、以前の新宿駅改良工事で乗り換え案内テープを製作した際にも話題となったもので、考案者で当駅の警備担当者でもあった佐藤修悦の名前を取って「修悦体」と呼ばれている。

### JR東日本
3面6線の島式ホームと線路、また4本の通過線を持つ地上駅で、橋上駅舎を有する。直営駅で、西日暮里駅を管理下に置いている。
駅改良工事によって北口コンコース周辺の駅上部に人工地盤が建設され、コンコースが大幅に拡幅された。これにより改札口や通路が広げられ、エスカレーターやエレベーターなどのバリアフリー設備も完備した。当初予定していた改良工事はこれで終了となるはずであったが、一つ上野寄りにある中央連絡通路までコンコースを広げることが決定し、今後、新たな人工地盤の建設工事が開始される予定である。一時、2014年（平成26年）のJRのファクトシートで日暮里駅開発の記載がなくなったものの、再び2016年（平成28年）6月に発表された「駅改良工事計画について」にて駅改良を計画中の駅として日暮里駅が記載された。
- 2008年（平成20年）3月30日、「エキュート」としては4箇所目の駅ナカ施設「エキュート日暮里」が一部でオープンし、「ブックセンターリブロ」が開店（現在は閉店）、また同年7月22日にはベーカリー&スイーツショップ「東京バックハウス」が開店（同）した。その後、新設した人工地盤上にも店舗を展開する計画であったが、コンコースのさらなる拡張が決定したため、まずは工事に干渉しない範囲に規模を縮小した上で2009年（平成21年）6月20日にスイーツ、惣菜、フラワーショップなど新規に15店舗が暫定的に開店した[報道 7]。約10ヶ月にわたる改装工事を経て2020年（令和2年）7月15日に再オープンした[報道 13]。今後、コンコースの拡張にあわせてエキュートも拡大する予定である。なお、駅改良工事以前は構内に中華料理、カフェ、花屋などの店舗があった。
- バリアフリー関連では各ホームにつながるエスカレーターとエレベーターを設置。2007年（平成19年）6月から12月にかけては改札口周辺を改良するため、自動改札機・自動券売機・自動精算機およびみどりの窓口を暫定的に南（従来のコンコース内）へ移動させた。この場所は従来の北口通路を塞ぐ位置だったため、工事期間中はコンコース内の動線が迷路状に無理矢理つながっている状態で複雑になり、さらにコンコース全体の床面も20 cmほど嵩上げしたため段差やスロープがあちこちにある状態になっていた。
- 旧来は北側連絡通路と中央連絡通路にそれぞれJRと京成の乗り換え改札口があったが、同年7月14日に新しい人工地盤の上に乗り換え改札が新設されたことに伴い、北口通路と中央通路がつながった。これにより出口がなかった中央連絡通路から北口改札へ抜けることが可能となった。

当駅は利用者数に対してホーム幅が狭いため、特に朝夕のラッシュ時は大変な混雑となる。出口や乗り換えのための通路が4本もあり、そこにつながる階段およびエスカレーターの数は、ホーム1本当たりで考えると東京・上野・池袋・新宿などの他の主要駅より多い。2013年（平成25年）10月に、京成線下りホーム高架化により発生した空きスペースを利用して常磐線ホームの拡幅工事を実施した。

#### のりば
| 番線 | 路線           | 方向   | 行先                                     |
| ---- | -------------- | ------ | ---------------------------------------- |
| 3    | 常磐線（快速） | 上り   | 上野・東京・品川方面                     |
| 3    | 上野東京ライン | 上り   | 上野・東京・品川方面                     |
| 4    | 常磐線（快速） | 下り   | 北千住・松戸・取手・土浦・水戸・成田方面 |
| 4    | ■ 成田線       | 下り   | 北千住・松戸・取手・土浦・水戸・成田方面 |
| 9    | 京浜東北線     | 南行   | 上野・東京・品川・横浜方面               |
| 10   | 山手線         | 外回り | 上野・東京・品川・目黒方面               |
| 11   | 山手線         | 内回り | 池袋・新宿・渋谷方面                     |
| 12   | 京浜東北線     | 北行   | 田端・赤羽・大宮方面                     |

- 5 - 8番線は常磐線ホームと山手線・京浜東北線ホームの間を通過する東北本線（宇都宮線・高崎線）の線路に振られる形で欠番となっている。
かつては東北本線にもホームがあったが、太平洋戦争前の時点で停車する列車はほとんどなく、太平洋戦争後には全列車が通過となった。屋根もあったが、太平洋戦争中に金属回収のため撤去された。
その後も、列車ダイヤの乱れや多客時の臨時列車運転時には当駅に臨時停車して客扱いすることもあったが、東北新幹線の建設が決まると、1977年（昭和52年）に当駅付近で地下入口の線路用地確保のためホームを撤去し、線路を常磐線寄りに詰めて移動した結果、5 - 8番線が欠番（通過線）になった。
なお、ホーム現存時代から現在まで、5番線は上野駅発着基準で高架ホーム（5 - 9番線）着の上り列車、6番線は地平ホーム（13 - 17番線）着の上り列車、7番線は地平ホーム発の下り列車、8番線は高架ホーム発の下り列車が使用しており、この複々線は上野駅から尾久駅手前まで続いている。
1975年（昭和50年）ごろまでは主に秋葉原貨物駅との連絡用に、常磐線ホームの三河島駅寄りから分岐して田端操駅に至る単線の連絡線があった[12]。
- 日中の京浜東北線は全電車が快速となり、当駅を通過する。
- 線路間に古レールを利用した昭和初期以来の構造物が一部残っている。

#### バリアフリー設備

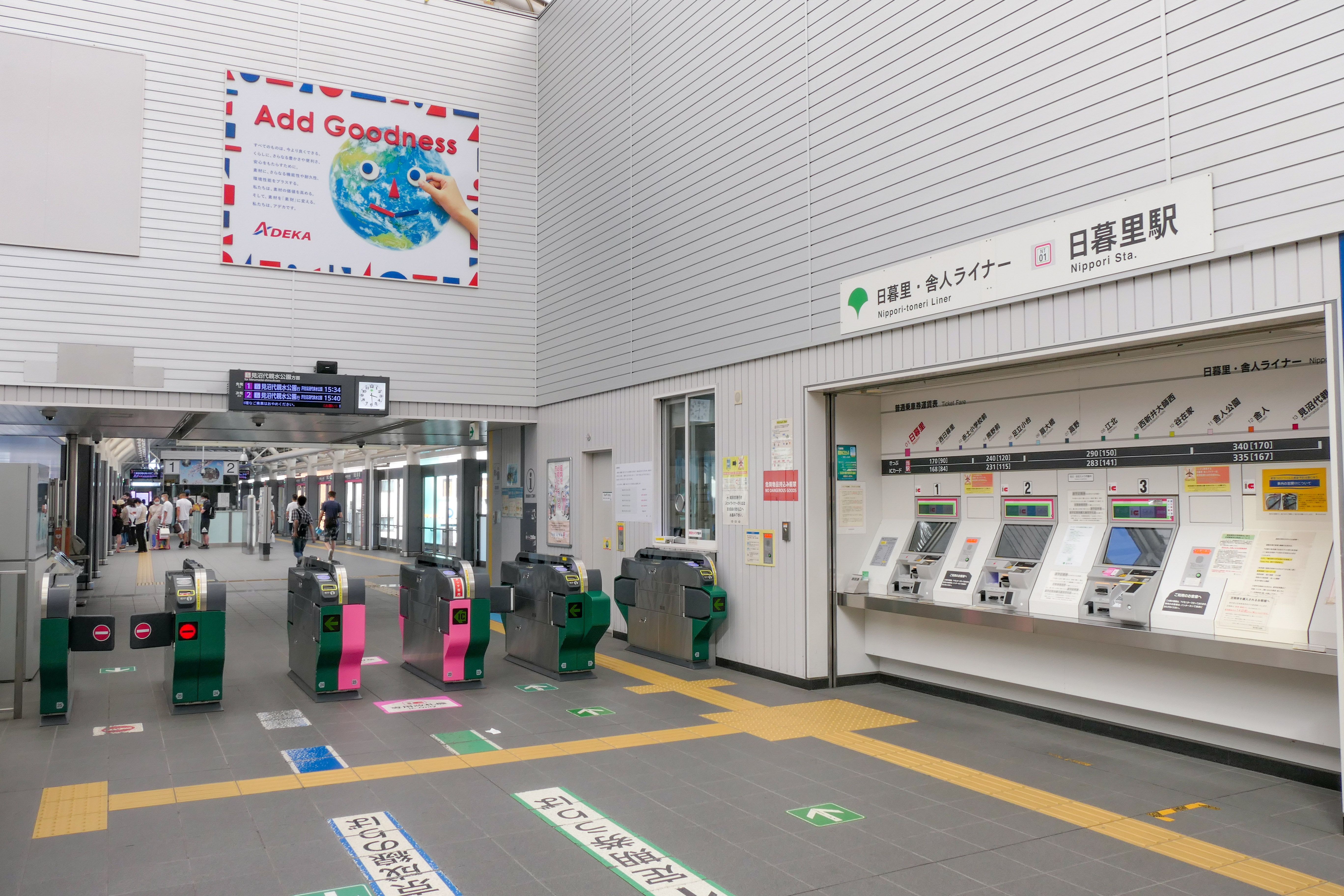
3階改札口（2021年7月）
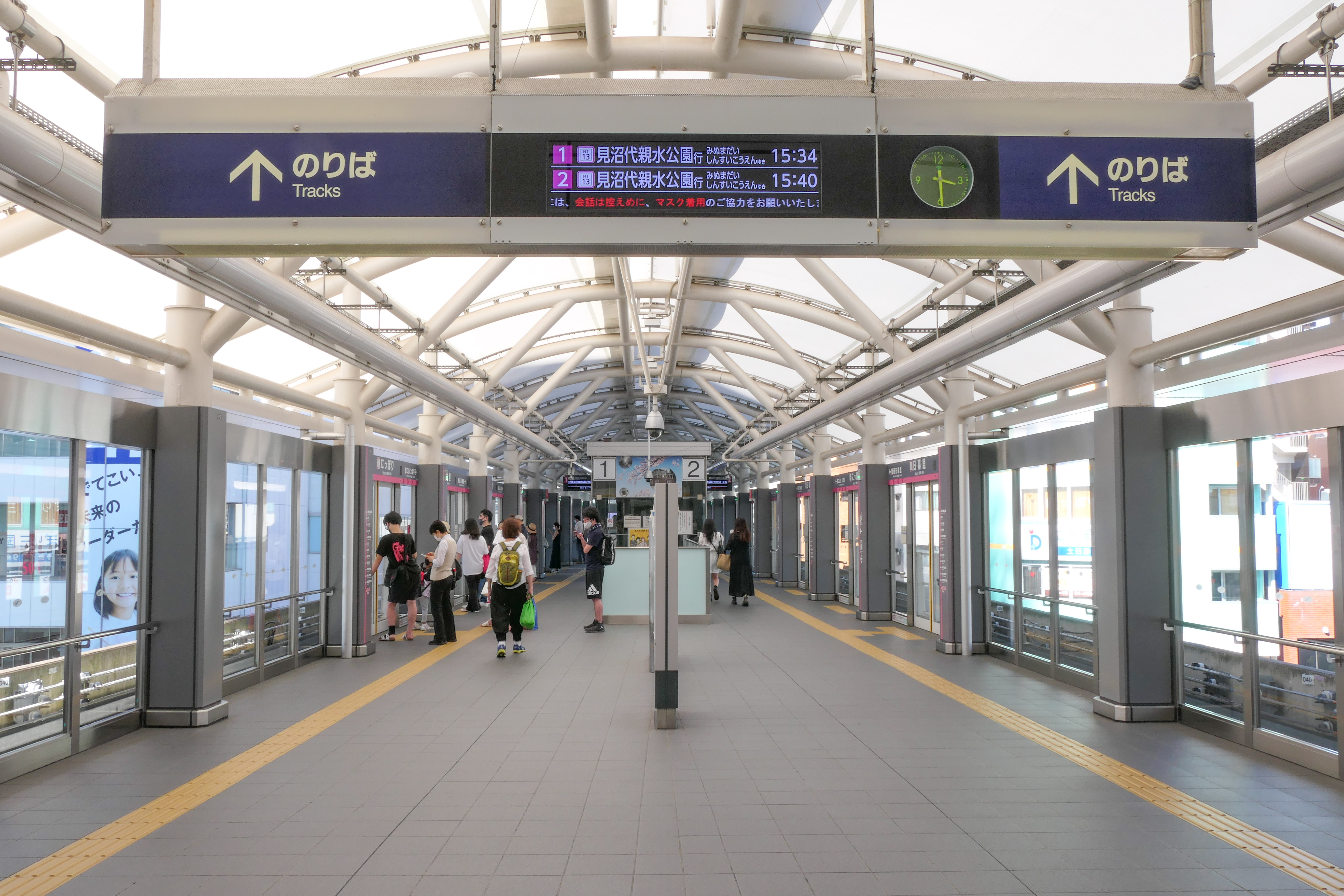
ホーム（2021年7月）

- エスカレーター：南口・北口 - 山手線・京浜東北線、常磐線ホーム
- エレベーター：北口 - 山手線・京浜東北線、常磐線ホーム
- 多機能トイレ

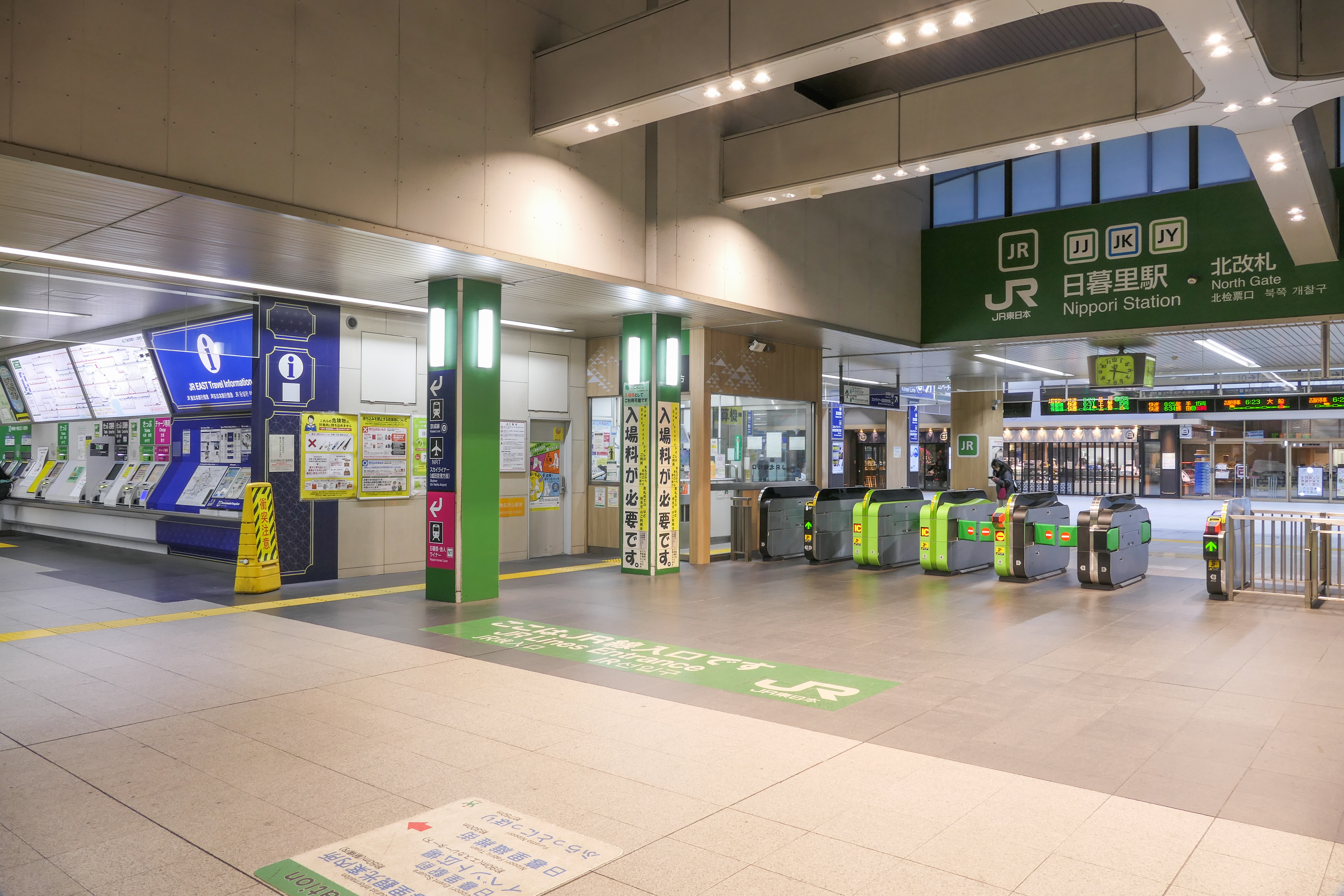
北改札口（2024年2月）
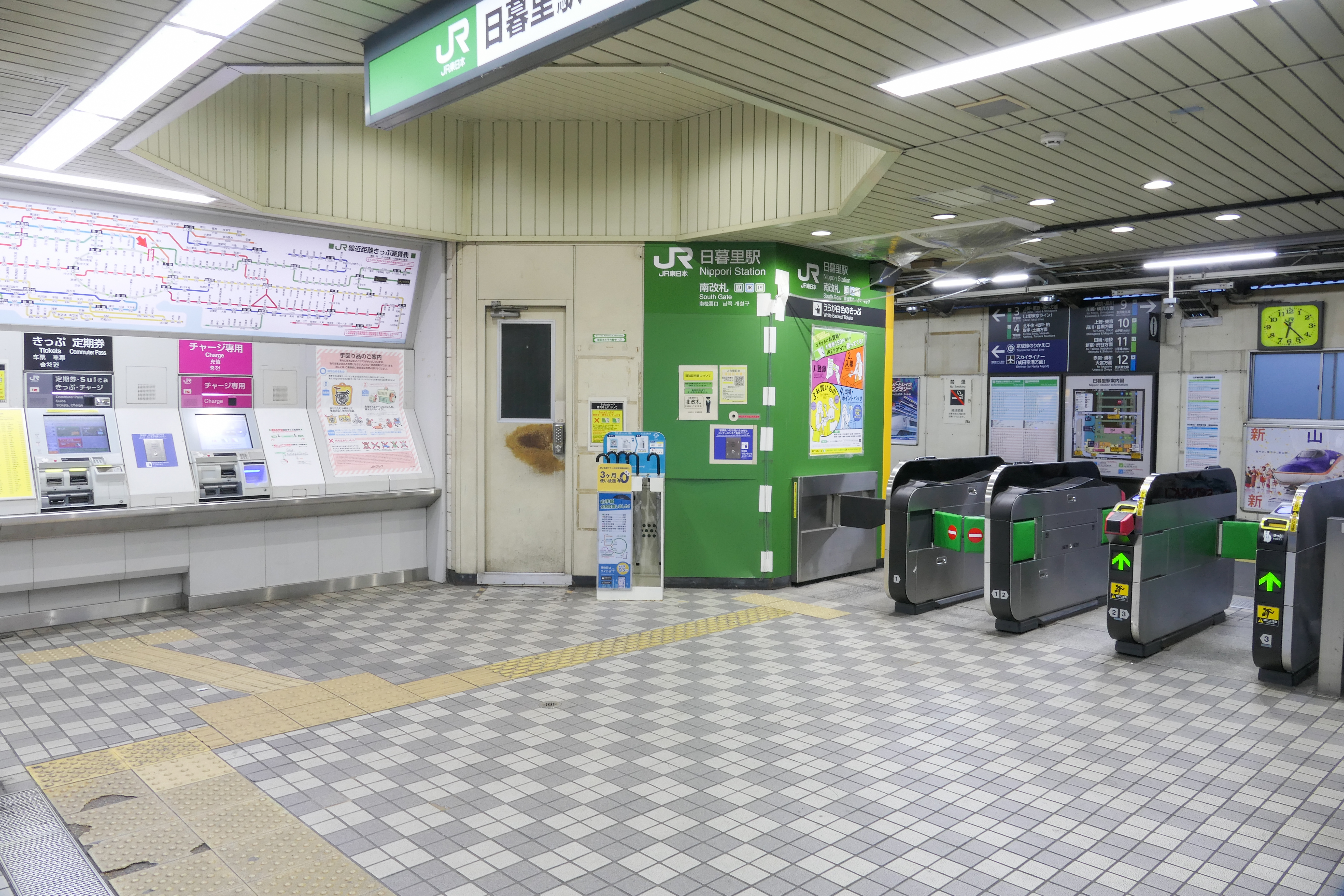
南改札口（2024年2月）
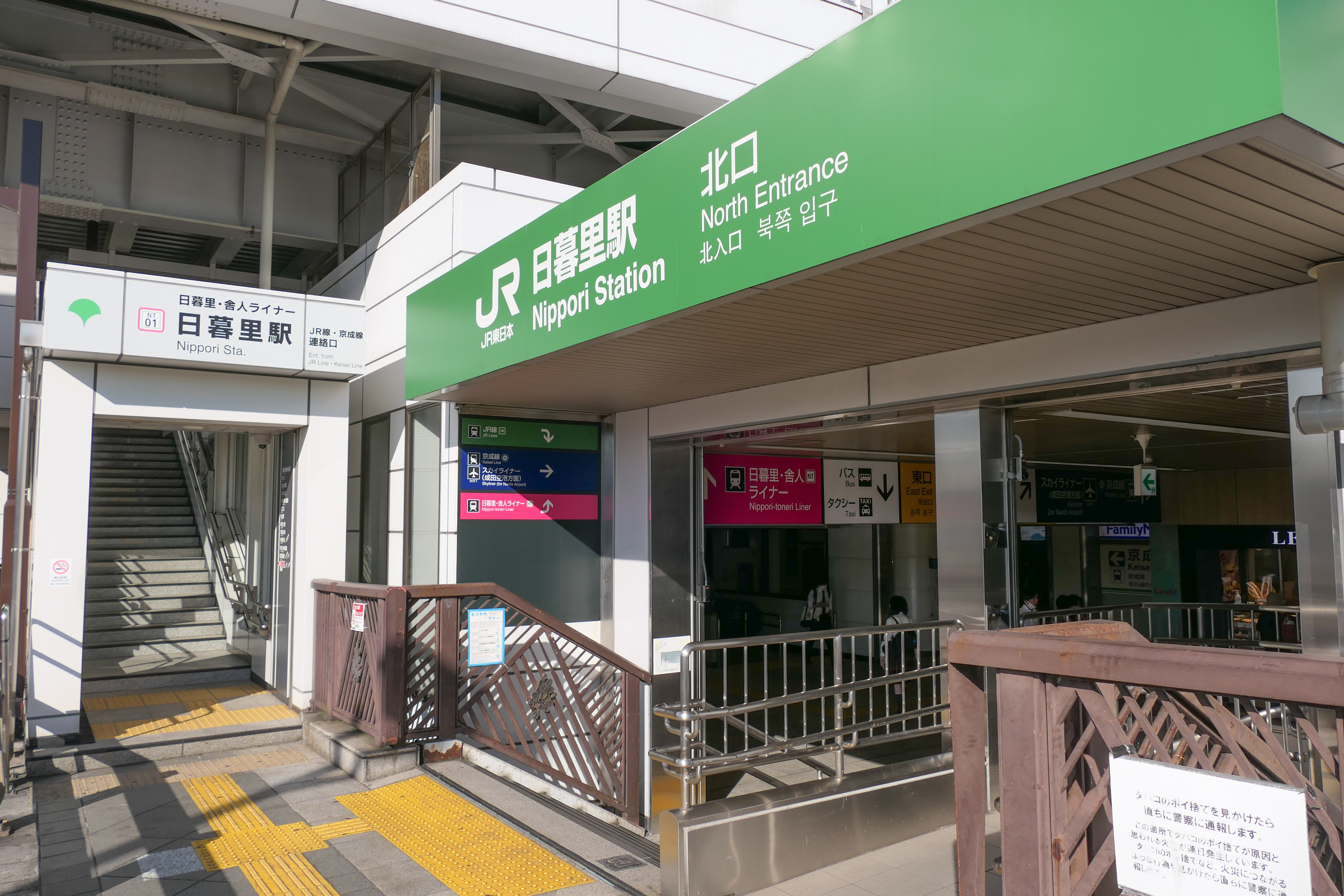
北口（2021年7月）
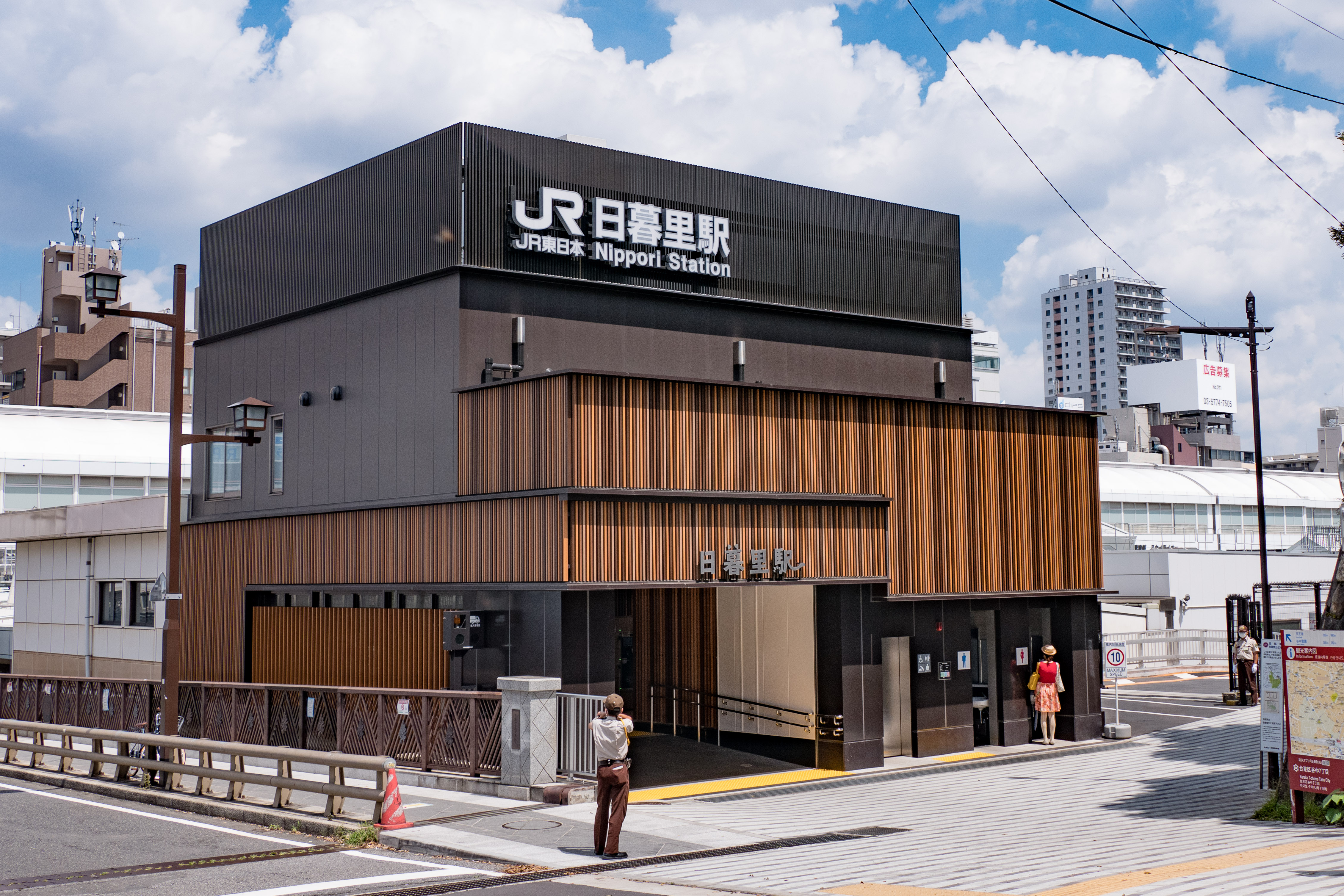
西口（2021年7月）
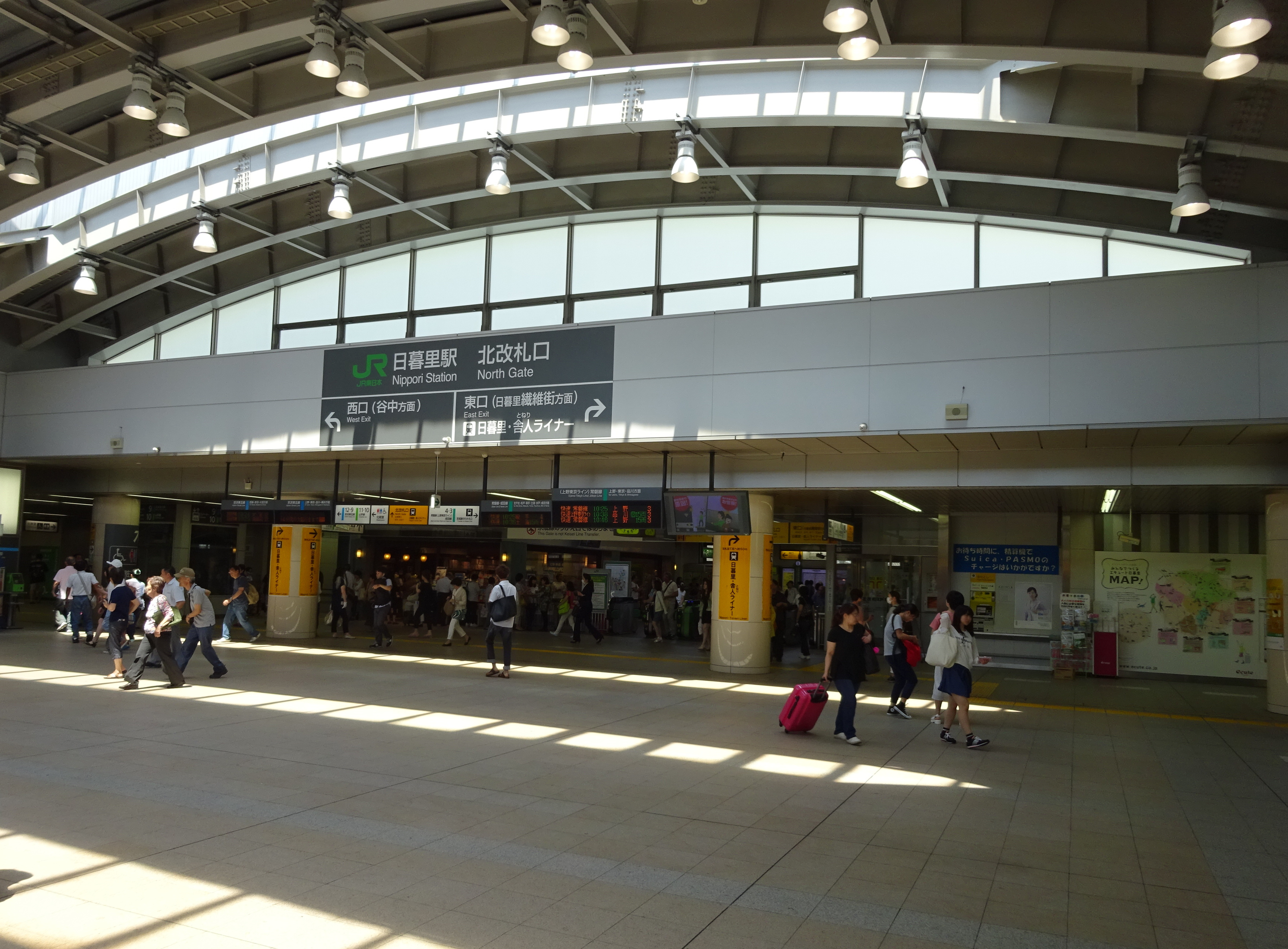
北改札口付近 （2016年6月）
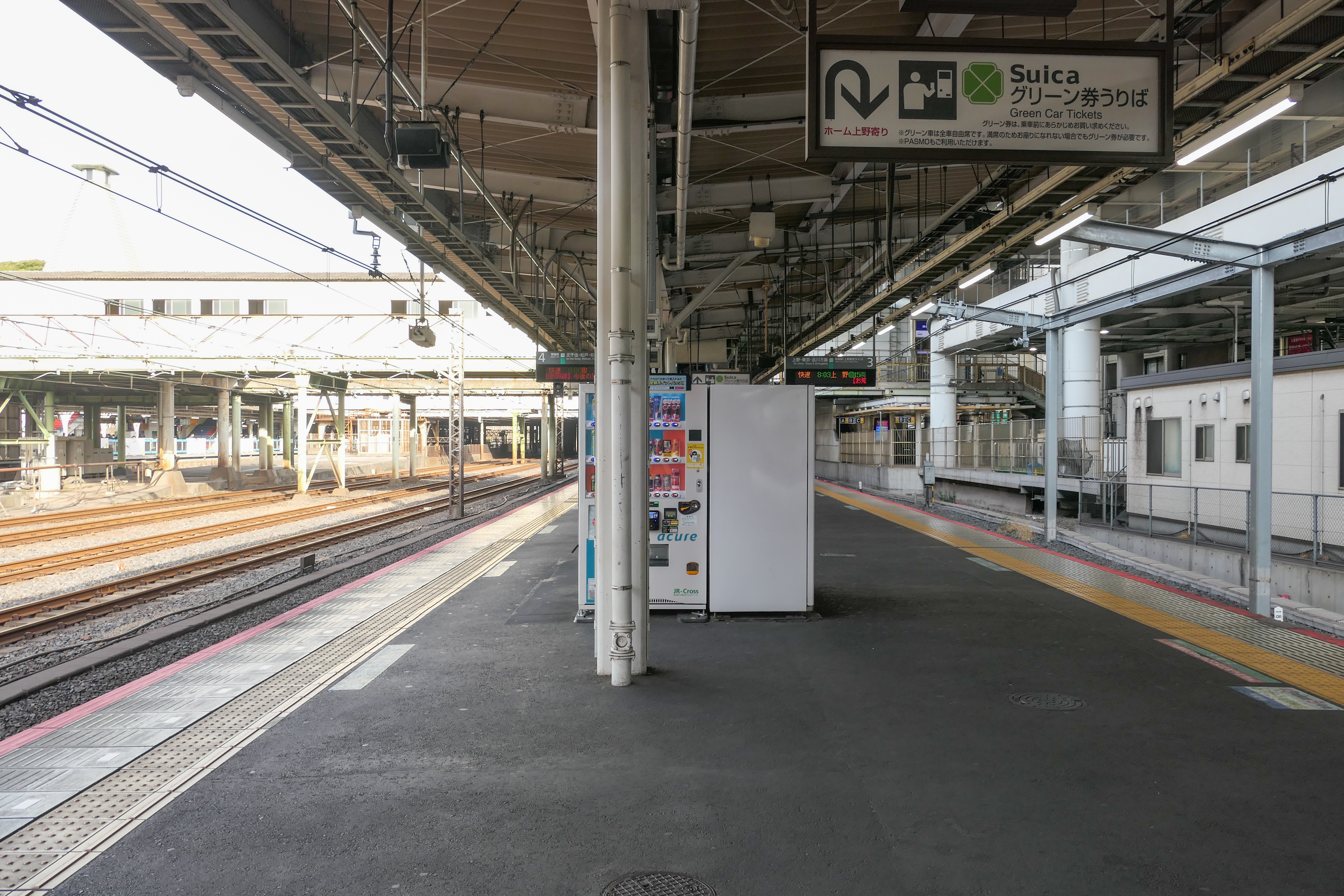
3・4番線（常磐線）ホーム （2024年3月）
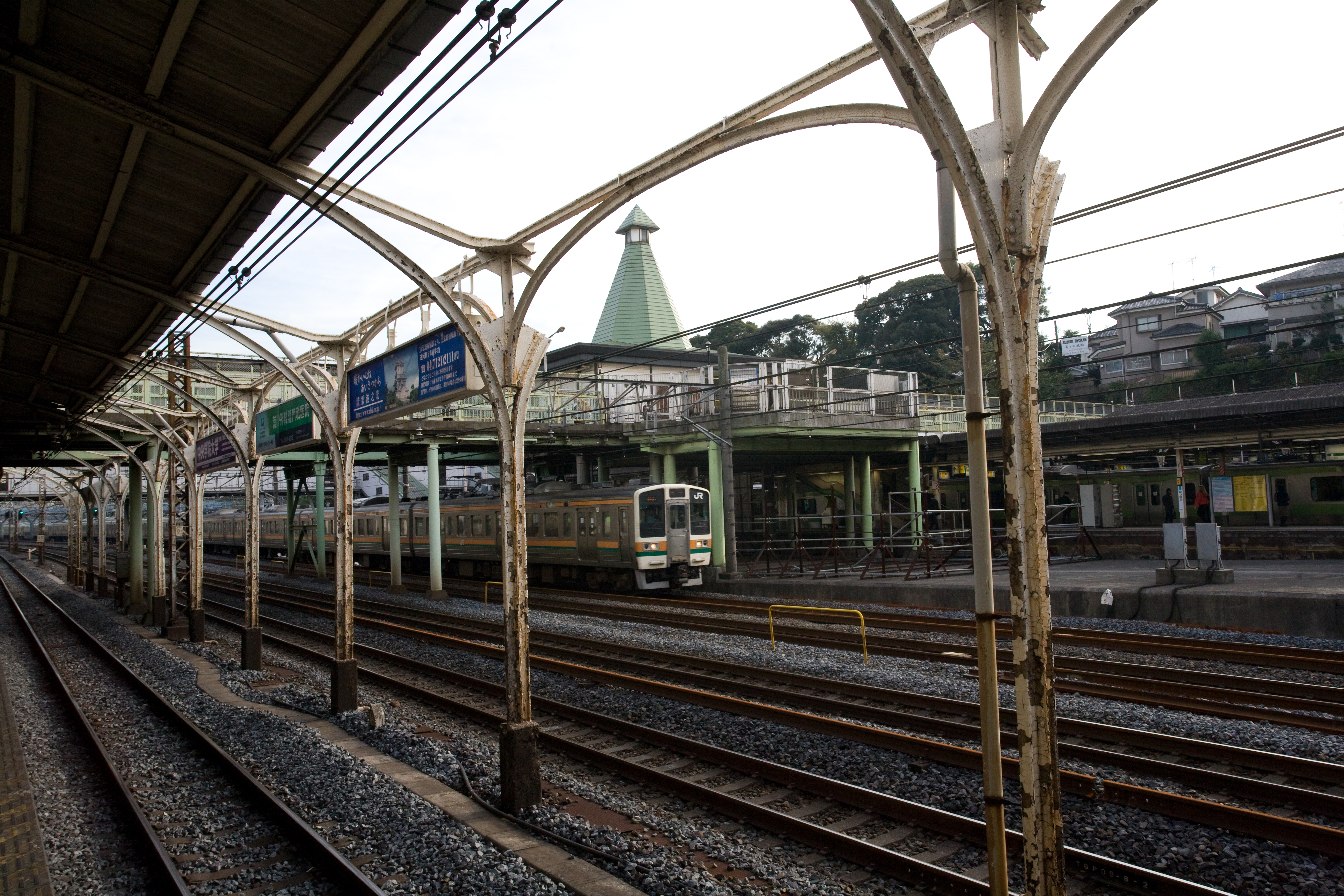
5 - 8番線は全列車が通過となる （2009年11月）
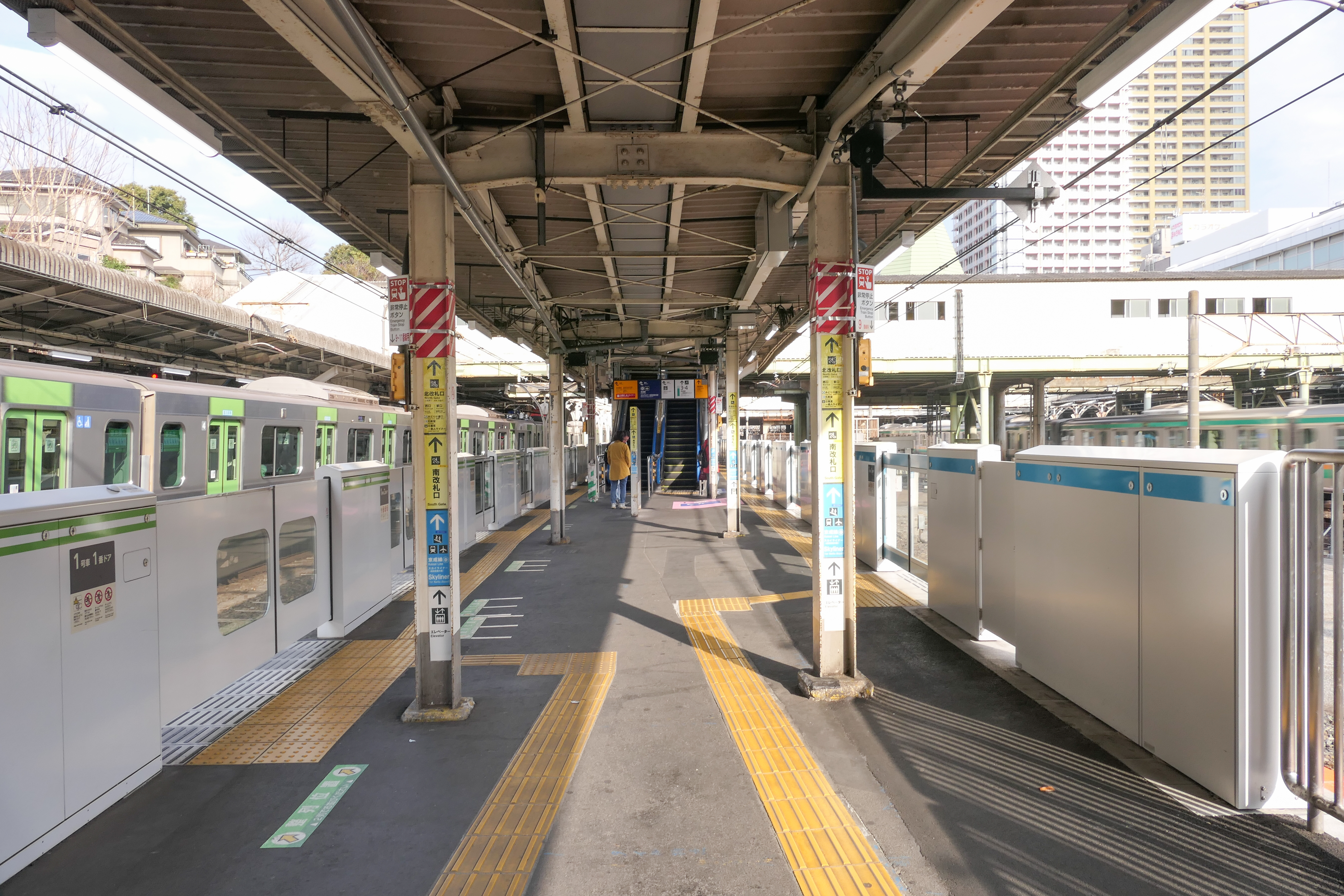
9・10番線（山手・京浜東北線）ホーム （2024年3月）
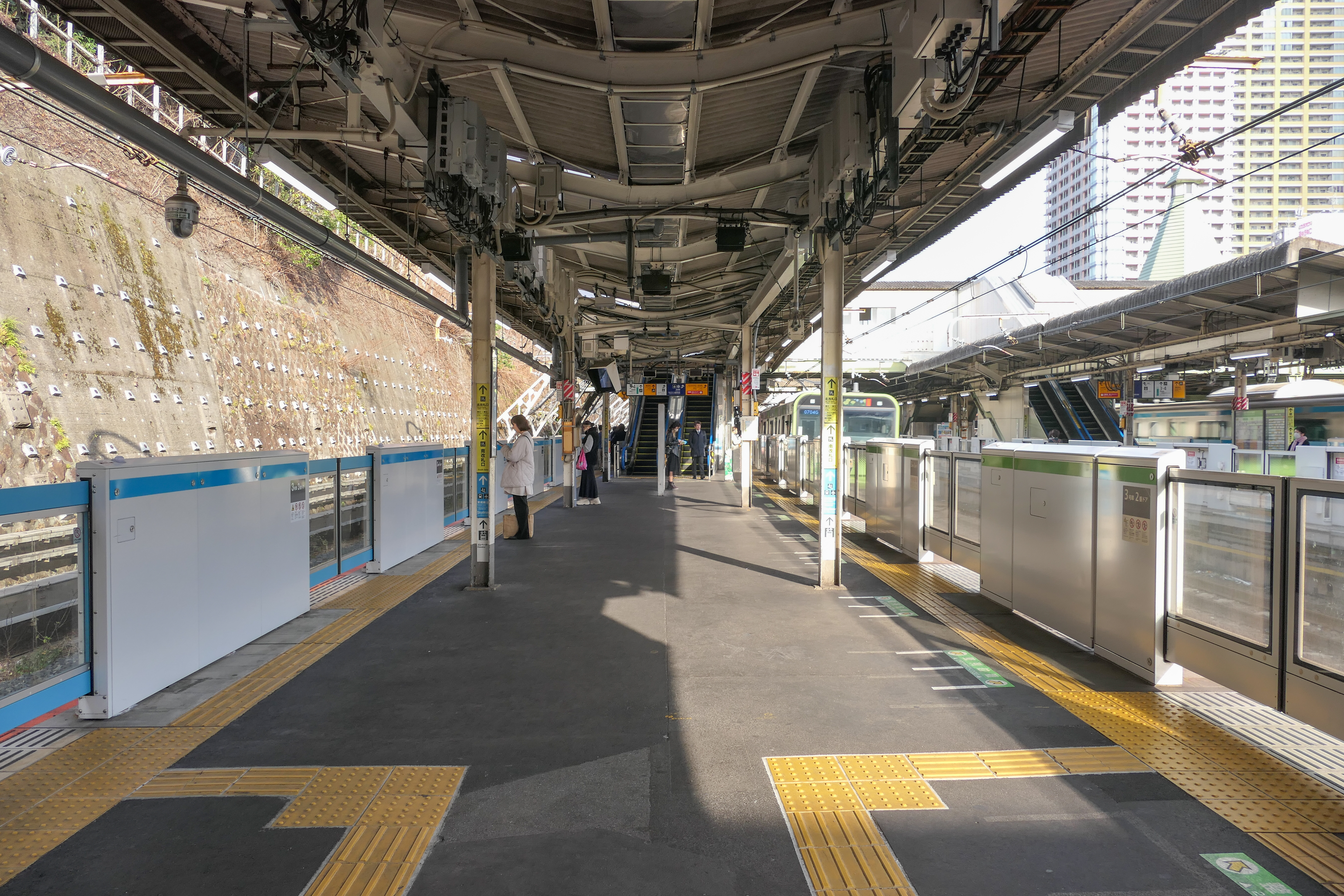
11・12番線（山手・京浜東北線）ホーム （2024年3月）

### 京成電鉄
3面2線のホームを持ち、1階が地上にある上りホーム（1面1線）、2階がコンコース、3階が高架にある下りホーム（2面1線）の三層構造である。橋上駅舎を有している、駅長配置駅。改札口は北口と南口がある。そのほか、京成とJRの間には中間改札があり、構内乗り換えが可能である。
京成本線における都心のターミナル駅となっていて、「スカイライナー」を含む全列車が停車する。京成本線の本来のターミナルは隣の京成上野駅だが、その位置がJR・東京地下鉄（東京メトロ）上野駅より南西に離れており、当駅を利用する旅客は京成上野駅より多い。そのため、京成電鉄は当駅を京成上野駅と並ぶターミナル駅と位置付けている。外国人旅行者が成田空港で日本に降り立ち、京成本線で東京へやって来ることも多いため、荒川区役所は京成日暮里駅北口改札前に観光案内所を設けている。
京成電鉄最西端の駅である。
2010年（平成22年）の成田スカイアクセスの開業に合わせてJR側と同時進行で駅全体の改良工事も行われ、従来は上り線・下り線で共有していた1階ホームを上り線専用ホームとし、下り線は新設の3階専用ホームへ移設して3層構造の駅となり、同時に南側にも改札口が新設された。さらに下り線（京成成田方面）は線路を挟んで左右に「スカイライナー」「シティライナー」「イブニングライナー」用ホーム（1番線）と一般列車用ホーム（2番線）を有する相対式2面1線ホームとし、ライナー客と一般客が分離された。1階の上り線専用ホームは0番線となり、2階コンコースなども改装された。
2018年（平成30年）2月には、始発より1・2番線（成田空港方面）でホームドアが使用開始された。0番線（京成上野方面）においても、同年12月にホームドアが使用開始されている。以前はホームドアと列車の扉の開閉が連動せず、車掌がホームにある開閉ボタンを押してホームドアの開閉を操作していたが、現在は列車のドアに連動して自動開閉するシステムになっている。
昭和40年代までは当駅折り返しの列車も設定され、引き上げ線もあったが、改良工事が完了した京成上野駅に全列車が発着するようになり、設備は撤去された。

#### のりば
| 番線 | 路線                 | 方向 | 種別                                                | 行先                                             | 備考       |
| ---- | -------------------- | ---- | --------------------------------------------------- | ------------------------------------------------ | ---------- |
| 0    | 京成本線             | 上り |                                                     | 京成上野方面                                     |            |
| 1    | 成田スカイアクセス線 | 下り | 「スカイライナー」                                  | 成田空港方面                                     | 線路を共有 |
| 1    | 京成本線             | 下り | 「シティライナー」（不定期） 「イブニングライナー」 | 青砥・京成船橋・成田空港方面                     | 線路を共有 |
| 2    | 成田スカイアクセス線 | 下り | アクセス特急                                        | 成田空港方面                                     | 線路を共有 |
| 2    | 京成本線             | 下り | 一般電車                                            | 青砥・京成高砂・京成船橋・成田空港・京成千葉方面 | 線路を共有 |

- 当駅 - 京成上野駅間の乗車に関して「スカイライナー」「臨時ライナー」「シティライナー」「モーニングライナー」の利用はできない。また、下りスカイライナーについては青砥駅での降車はできない。

#### バリアフリー設備
- エスカレーター、エレベーター：北口・中央連絡口コンコース - ホーム
0番線（1階）とコンコース（2階）の間のエスカレーターは1階→2階のものしかなく、階段は京成上野方に1つ存在するのみであるため、当駅から京成上野方面に向かう場合は、その階段を使用するかエレベーターを使用する必要がある。
- 多機能トイレ
2007年（平成19年）7月までは北口コンコース - ホーム間のエレベーターもあった。

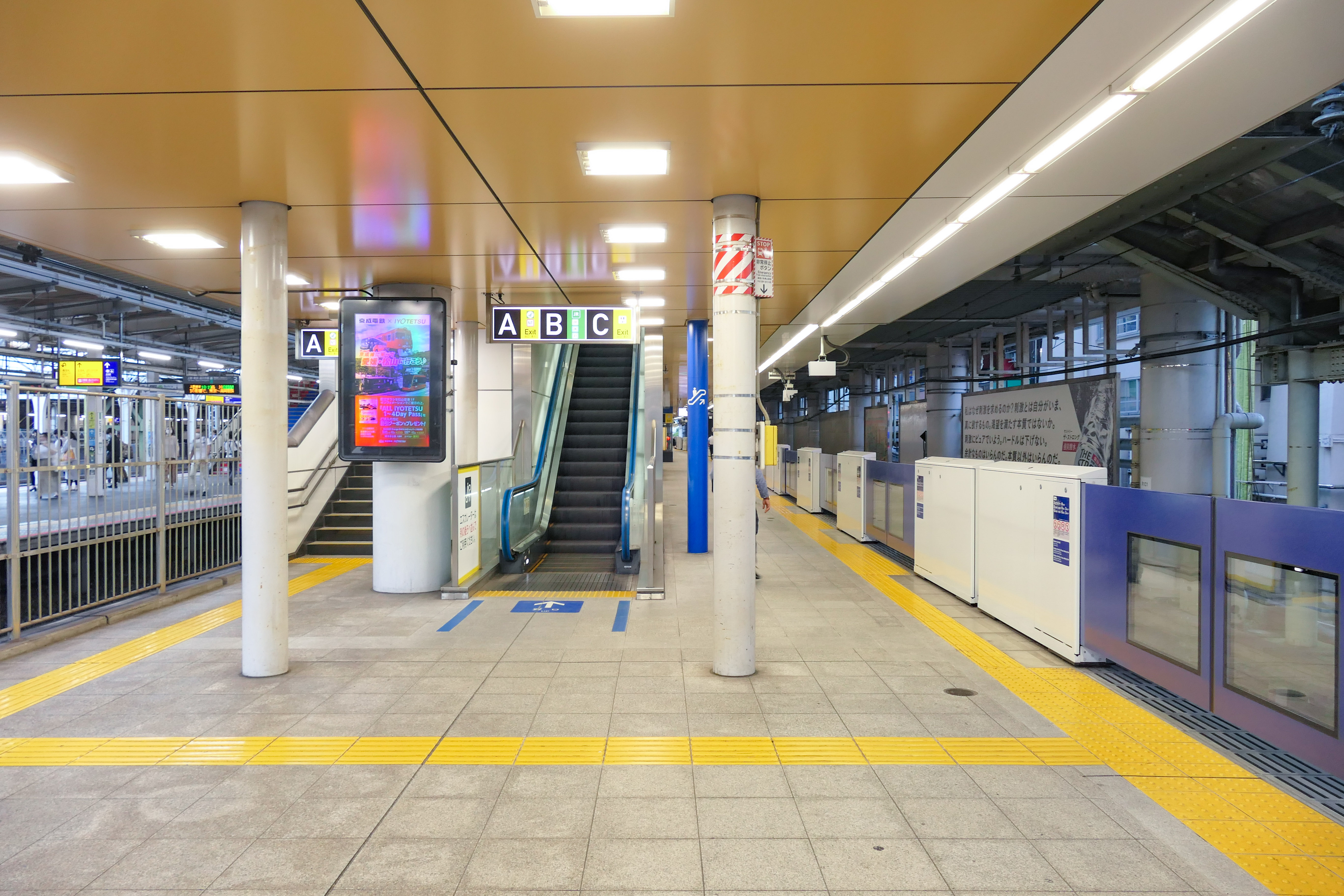
0番線ホーム（2021年7月）
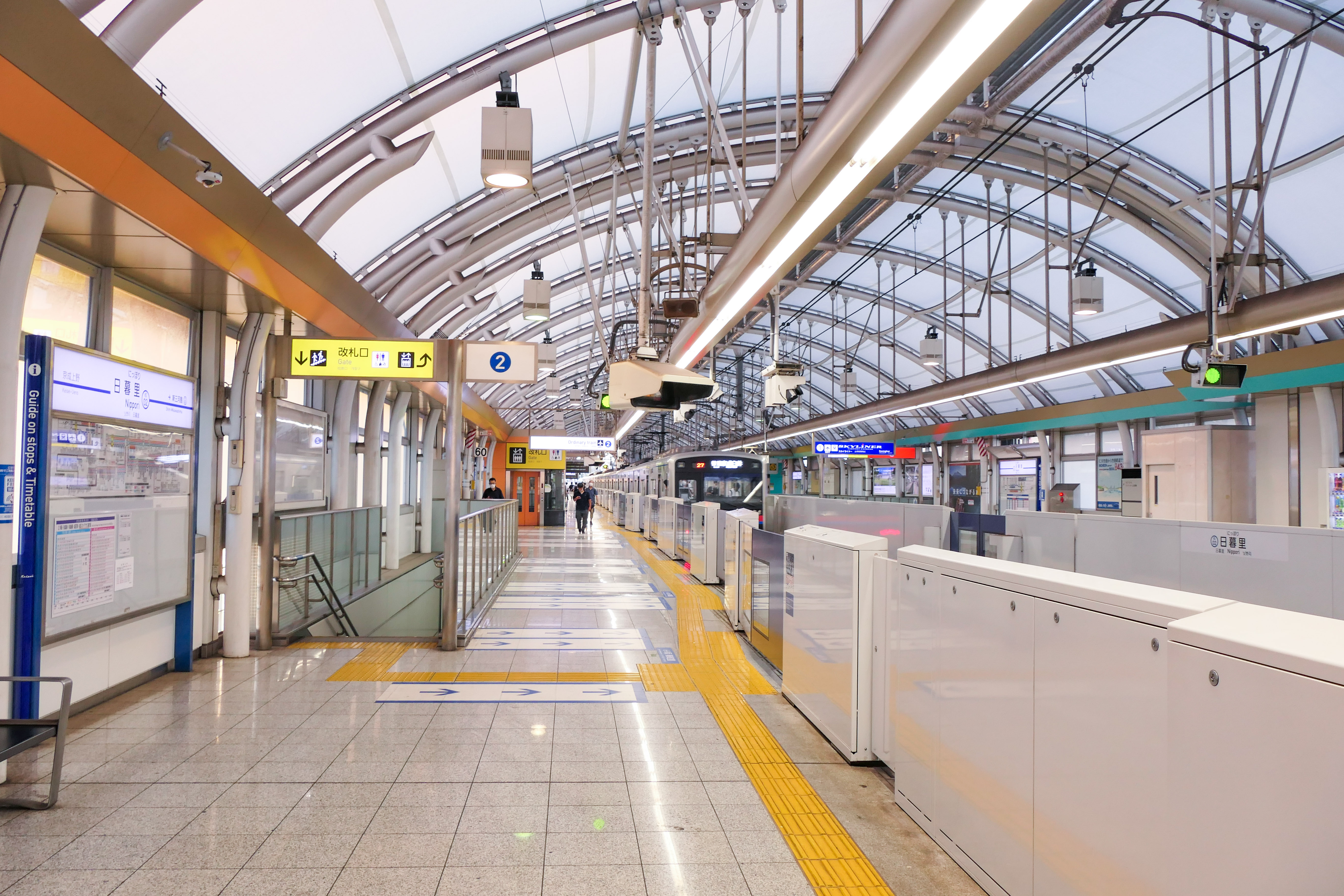
1・2番線ホーム（2021年7月）
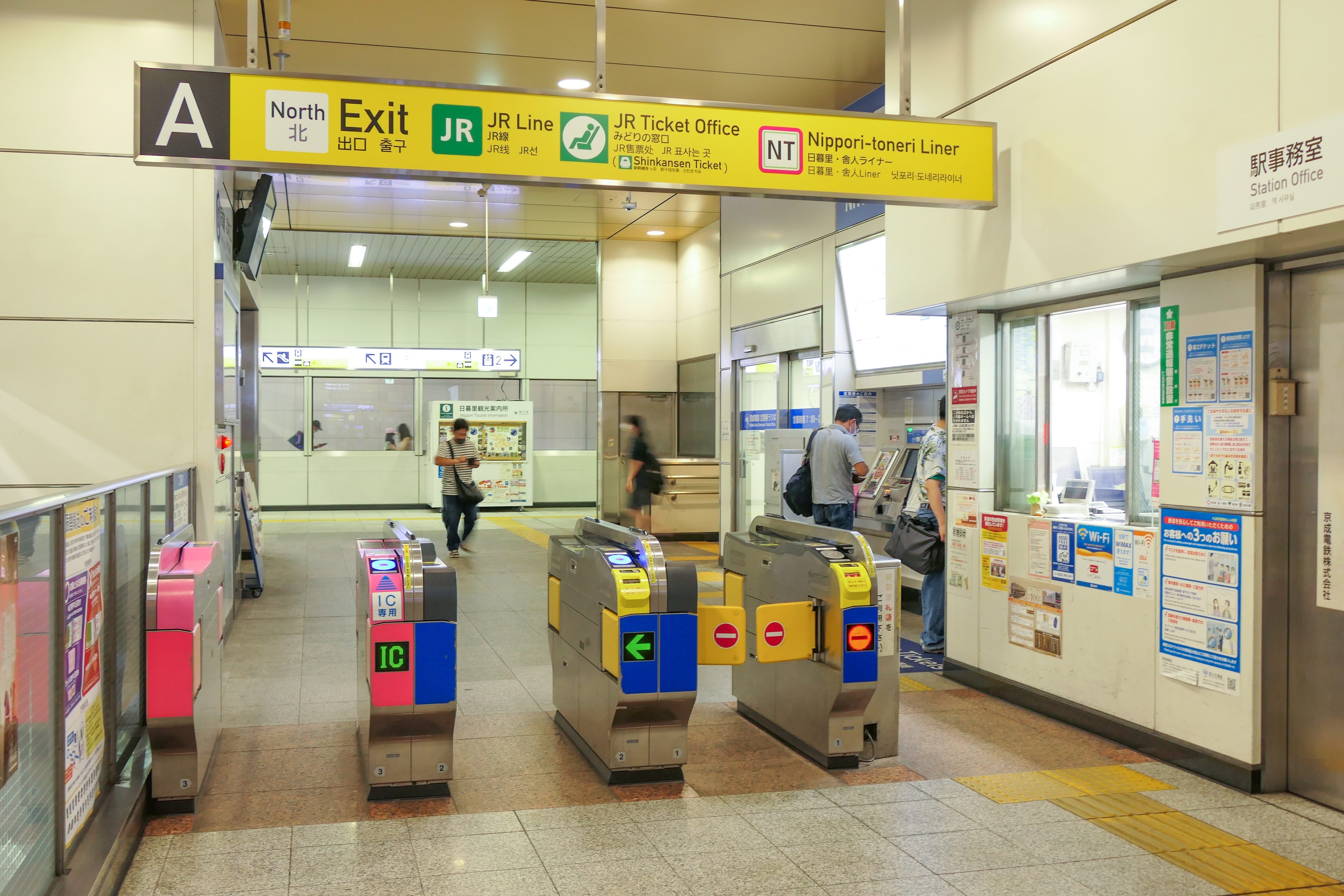
北改札口（2021年7月）

### 東京都交通局
頭端式ホーム1面2線を有する高架駅。日暮里・舎人ライナーのほとんどの駅は尾久橋通り上にあるが、当駅は駅前広場に隣接して他線のホームとは直角に配置されている。また、当駅には、ホーム外側に住宅などへのプライバシーを保護するための白い壁が設置されていない。
駅を出てすぐの場所に半径30 mの急カーブがある。
日暮里・舎人ライナーでは唯一の定期券売り場が2階に設置されている。改札口は2階と3階に各1か所ある。

#### のりば
| 番線 | 路線                 | 行先               |
| ---- | -------------------- | ------------------ |
| 1・2 | 日暮里・舎人ライナー | 見沼代親水公園方面 |

#### バリアフリー設備
- エスカレーター
- 多機能トイレ
- エレベーター

- 3階改札口（2021年7月）
- ホーム（2021年7月）

## 利用状況

### JR東日本
2023年度（令和5年度）の1日平均乗車人員は102,143人である。同社の駅の中では武蔵小杉駅に次ぐ第28位。2007年度（平成19年度）までは8万人程度で推移していたが、日暮里・舎人ライナーの開業を機に増加に転じ、2013年度（平成25年度）に10万人を上回った。
各年度の推移は以下のとおりである。

#### 1日平均乗車人員（1900年代 - 1930年代）
| 1日平均乗車人員推移（国鉄） （1900年代 - 1930年代） | 1日平均乗車人員推移（国鉄） （1900年代 - 1930年代） | 1日平均乗車人員推移（国鉄） （1900年代 - 1930年代） |
| 年度                                                | 乗車人員                                            | 出典 （東京府）                                     |
| --------------------------------------------------- | --------------------------------------------------- | --------------------------------------------------- |
| 1905年（明治38年）                                  | 202                                                 | [ 府 1 ]                                            |
| 1907年（明治40年）                                  | 737                                                 | [ 府 2 ]                                            |
| 1908年（明治41年）                                  | 915                                                 | [ 府 3 ]                                            |
| 1909年（明治42年）                                  | 991                                                 | [ 府 4 ]                                            |
| 1911年（明治44年）                                  | 1,945                                               | [ 府 5 ]                                            |
| 1912年（大正元年）                                  | 2,317                                               | [ 府 6 ]                                            |
| 1913年（大正02年）                                  | 2,401                                               | [ 府 7 ]                                            |
| 1914年（大正03年）                                  | 2,645                                               | [ 府 8 ]                                            |
| 1915年（大正04年）                                  | 2,664                                               | [ 府 9 ]                                            |
| 1916年（大正05年）                                  | 3,234                                               | [ 府 10 ]                                           |
| 1919年（大正08年）                                  | 3,947                                               | [ 府 11 ]                                           |
| 1920年（大正09年）                                  | 4,734                                               | [ 府 12 ]                                           |
| 1922年（大正11年）                                  | 6,521                                               | [ 府 13 ]                                           |
| 1923年（大正12年）                                  | 9,161                                               | [ 府 14 ]                                           |
| 1924年（大正13年）                                  | 9,222                                               | [ 府 15 ]                                           |
| 1925年（大正14年）                                  | 9,295                                               | [ 府 16 ]                                           |
| 1926年（昭和元年）                                  | 12,056                                              | [ 府 17 ]                                           |
| 1927年（昭和02年）                                  | 13,635                                              | [ 府 18 ]                                           |
| 1928年（昭和03年）                                  | 15,543                                              | [ 府 19 ]                                           |
| 1929年（昭和04年）                                  | 15,180                                              | [ 府 20 ]                                           |
| 1930年（昭和05年）                                  | 13,650                                              | [ 府 21 ]                                           |
| 1931年（昭和06年）                                  | 13,658                                              | [ 府 22 ]                                           |
| 1932年（昭和07年）                                  | 17,629                                              | [ 府 23 ]                                           |
| 1933年（昭和08年）                                  | 15,014                                              | [ 府 24 ]                                           |
| 1934年（昭和09年）                                  | 15,102                                              | [ 府 25 ]                                           |
| 1935年（昭和10年）                                  | 15,552                                              | [ 府 26 ]                                           |

#### 1日平均乗車人員（1953年 - 2000年）
| 1日平均乗車人員推移（国鉄／JR東日本）（1953年 - 2000年） | 1日平均乗車人員推移（国鉄／JR東日本）（1953年 - 2000年） | 1日平均乗車人員推移（国鉄／JR東日本）（1953年 - 2000年） | 1日平均乗車人員推移（国鉄／JR東日本）（1953年 - 2000年） | 1日平均乗車人員推移（国鉄／JR東日本）（1953年 - 2000年） |
| 年度                                                     | 乗車人員                                                 | 順位                                                     | 出典                                                     | 出典                                                     |
| 年度                                                     | 乗車人員                                                 | 順位                                                     | JR                                                       | 東京都                                                   |
| -------------------------------------------------------- | -------------------------------------------------------- | -------------------------------------------------------- | -------------------------------------------------------- | -------------------------------------------------------- |
| 1953年（昭和28年）                                       | 24,785                                                   |                                                          |                                                          | [ 都 1 ]                                                 |
| 1954年（昭和29年）                                       | 25,010                                                   |                                                          |                                                          | [ 都 2 ]                                                 |
| 1955年（昭和30年）                                       | 26,340                                                   |                                                          |                                                          | [ 都 3 ]                                                 |
| 1956年（昭和31年）                                       | 28,652                                                   |                                                          |                                                          | [ 都 4 ]                                                 |
| 1957年（昭和32年）                                       | 30,466                                                   |                                                          |                                                          | [ 都 5 ]                                                 |
| 1958年（昭和33年）                                       | 32,881                                                   |                                                          |                                                          | [ 都 6 ]                                                 |
| 1959年（昭和34年）                                       | 35,043                                                   |                                                          |                                                          | [ 都 7 ]                                                 |
| 1960年（昭和35年）                                       | 36,951                                                   |                                                          |                                                          | [ 都 8 ]                                                 |
| 1961年（昭和36年）                                       | 37,960                                                   |                                                          |                                                          | [ 都 9 ]                                                 |
| 1962年（昭和37年）                                       | 40,719                                                   |                                                          |                                                          | [ 都 10 ]                                                |
| 1963年（昭和38年）                                       | 43,381                                                   |                                                          |                                                          | [ 都 11 ]                                                |
| 1964年（昭和39年）                                       | 43,073                                                   |                                                          |                                                          | [ 都 12 ]                                                |
| 1965年（昭和40年）                                       | 45,182                                                   |                                                          |                                                          | [ 都 13 ]                                                |
| 1966年（昭和41年）                                       | 45,246                                                   |                                                          |                                                          | [ 都 14 ]                                                |
| 1967年（昭和42年）                                       | 45,800                                                   |                                                          |                                                          | [ 都 15 ]                                                |
| 1968年（昭和43年）                                       | 46,131                                                   |                                                          |                                                          | [ 都 16 ]                                                |
| 1969年（昭和44年）                                       | 43,419                                                   |                                                          |                                                          | [ 都 17 ]                                                |
| 1970年（昭和45年）                                       | 38,647                                                   |                                                          |                                                          | [ 都 18 ]                                                |
| 1971年（昭和46年）                                       | 79,989                                                   |                                                          |                                                          | [ 都 19 ]                                                |
| 1972年（昭和47年）                                       | 74,449                                                   |                                                          |                                                          | [ 都 20 ]                                                |
| 1973年（昭和48年）                                       | 75,290                                                   |                                                          |                                                          | [ 都 21 ]                                                |
| 1974年（昭和49年）                                       | 73,803                                                   |                                                          |                                                          | [ 都 22 ]                                                |
| 1975年（昭和50年）                                       | 69,044                                                   |                                                          |                                                          | [ 都 23 ]                                                |
| 1976年（昭和51年）                                       | 66,205                                                   |                                                          |                                                          | [ 都 24 ]                                                |
| 1977年（昭和52年）                                       | 59,858                                                   |                                                          |                                                          | [ 都 25 ]                                                |
| 1978年（昭和53年）                                       | 59,638                                                   |                                                          |                                                          | [ 都 26 ]                                                |
| 1979年（昭和54年）                                       | 57,383                                                   |                                                          |                                                          | [ 都 27 ]                                                |
| 1980年（昭和55年）                                       | 55,896                                                   |                                                          |                                                          | [ 都 28 ]                                                |
| 1981年（昭和56年）                                       | 55,189                                                   |                                                          |                                                          | [ 都 29 ]                                                |
| 1982年（昭和57年）                                       | 53,767                                                   |                                                          |                                                          | [ 都 30 ]                                                |
| 1983年（昭和58年）                                       | 54,183                                                   |                                                          |                                                          | [ 都 31 ]                                                |
| 1984年（昭和59年）                                       | 54,162                                                   |                                                          |                                                          | [ 都 32 ]                                                |
| 1985年（昭和60年）                                       | 55,129                                                   |                                                          |                                                          | [ 都 33 ]                                                |
| 1986年（昭和61年）                                       | 57,219                                                   |                                                          |                                                          | [ 都 34 ]                                                |
| 1987年（昭和62年）                                       | 58,893                                                   |                                                          |                                                          | [ 都 35 ]                                                |
| 1988年（昭和63年）                                       | 65,381                                                   |                                                          |                                                          | [ 都 36 ]                                                |
| 1989年（平成元年）                                       | 67,085                                                   |                                                          |                                                          | [ 都 37 ]                                                |
| 1990年（平成02年）                                       | 69,619                                                   |                                                          |                                                          | [ 都 38 ]                                                |
| 1991年（平成03年）                                       | 73,123                                                   |                                                          |                                                          | [ 都 39 ]                                                |
| 1992年（平成04年）                                       | 74,973                                                   |                                                          |                                                          | [ 都 40 ]                                                |
| 1993年（平成05年）                                       | 76,726                                                   |                                                          |                                                          | [ 都 41 ]                                                |
| 1994年（平成06年）                                       | 77,260                                                   |                                                          |                                                          | [ 都 42 ]                                                |
| 1995年（平成07年）                                       | 77,806                                                   |                                                          |                                                          | [ 都 43 ]                                                |
| 1996年（平成08年）                                       | 78,627                                                   |                                                          |                                                          | [ 都 44 ]                                                |
| 1997年（平成09年）                                       | 77,510                                                   |                                                          |                                                          | [ 都 45 ]                                                |
| 1998年（平成10年）                                       | 76,811                                                   |                                                          |                                                          | [ 都 46 ]                                                |
| 1999年（平成11年）                                       | 76,998                                                   | 52位                                                     | [ JR 2 ]                                                 | [ 都 47 ]                                                |
| 2000年（平成12年）                                       | 77,469                                                   | 52位                                                     | [ JR 3 ]                                                 | [ 都 48 ]                                                |

#### 1日平均乗車人員（2001年以降）
| 1日平均乗車人員推移（JR東日本）（2001年度以降） | 1日平均乗車人員推移（JR東日本）（2001年度以降） | 1日平均乗車人員推移（JR東日本）（2001年度以降） | 1日平均乗車人員推移（JR東日本）（2001年度以降） | 1日平均乗車人員推移（JR東日本）（2001年度以降） | 1日平均乗車人員推移（JR東日本）（2001年度以降） | 1日平均乗車人員推移（JR東日本）（2001年度以降） | 1日平均乗車人員推移（JR東日本）（2001年度以降） |
| 年度                                            | 乗車人員                                        | 乗車人員                                        | 乗車人員                                        | 乗車人員                                        | 乗車人員                                        | 出典                                            | 出典                                            |
| 年度                                            | 定期外                                          | 定期                                            | 合計                                            | 前年度比                                        | 順位                                            | JR                                              | 東京都                                          |
| ----------------------------------------------- | ----------------------------------------------- | ----------------------------------------------- | ----------------------------------------------- | ----------------------------------------------- | ----------------------------------------------- | ----------------------------------------------- | ----------------------------------------------- |
| 2001年（平成13年）                              |                                                 |                                                 | 77,823                                          |                                                 | 49位                                            | [ JR 4 ]                                        | [ 都 49 ]                                       |
| 2002年（平成14年）                              |                                                 |                                                 | 79,852                                          |                                                 | 48位                                            | [ JR 5 ]                                        | [ 都 50 ]                                       |
| 2003年（平成15年）                              |                                                 |                                                 | 79,694                                          |                                                 | 49位                                            | [ JR 6 ]                                        | [ 都 51 ]                                       |
| 2004年（平成16年）                              |                                                 |                                                 | 79,000                                          |                                                 | 49位                                            | [ JR 7 ]                                        | [ 都 52 ]                                       |
| 2005年（平成17年）                              |                                                 |                                                 | 78,921                                          |                                                 | 49位                                            | [ JR 8 ]                                        | [ 都 53 ]                                       |
| 2006年（平成18年）                              |                                                 |                                                 | 78,653                                          |                                                 | 50位                                            | [ JR 9 ]                                        | [ 都 54 ]                                       |
| 2007年（平成19年）                              |                                                 |                                                 | 81,444                                          |                                                 | 49位                                            | [ JR 10 ]                                       | [ 都 55 ]                                       |
| 2008年（平成20年）                              |                                                 |                                                 | 90,637                                          |                                                 | 43位                                            | [ JR 11 ]                                       | [ 都 56 ]                                       |
| 2009年（平成21年）                              |                                                 |                                                 | 94,429                                          |                                                 | 38位                                            | [ JR 12 ]                                       | [ 都 57 ]                                       |
| 2010年（平成22年）                              |                                                 |                                                 | 96,633                                          |                                                 | 39位                                            | [ JR 13 ]                                       | [ 都 58 ]                                       |
| 2011年（平成23年）                              |                                                 |                                                 | 96,747                                          |                                                 | 39位                                            | [ JR 14 ]                                       | [ 都 59 ]                                       |
| 2012年（平成24年）                              | 44,605                                          | 55,270                                          | 99,875                                          |                                                 | 37位                                            | [ JR 15 ]                                       | [ 都 60 ]                                       |
| 2013年（平成25年）                              | 45,827                                          | 56,990                                          | 102,817                                         |                                                 | 37位                                            | [ JR 16 ]                                       | [ 都 61 ]                                       |
| 2014年（平成26年）                              | 46,399                                          | 57,409                                          | 103,809                                         |                                                 | 33位                                            | [ JR 17 ]                                       | [ 都 62 ]                                       |
| 2015年（平成27年）                              | 47,779                                          | 59,620                                          | 107,399                                         |                                                 | 33位                                            | [ JR 18 ]                                       | [ 都 63 ]                                       |
| 2016年（平成28年）                              | 49,347                                          | 61,181                                          | 110,529                                         | 2.9%                                            | 31位                                            | [ JR 19 ]                                       | [ 都 64 ]                                       |
| 2017年（平成29年）                              | 50,684                                          | 62,784                                          | 113,468                                         | 2.7%                                            | 28位                                            | [ JR 20 ]                                       | [ 都 65 ]                                       |
| 2018年（平成30年）                              | 51,204                                          | 63,887                                          | 115,092                                         | 1.4%                                            | 29位                                            | [ JR 21 ]                                       | [ 都 66 ]                                       |
| 2019年（令和元年）                              | 49,631                                          | 64,788                                          | 114,420                                         | −0.6%                                           | 28位                                            | [ JR 22 ]                                       | [ 都 67 ]                                       |
| 2020年（令和02年）                              | 28,539                                          | 48,769                                          | 77,308                                          | −32.4%                                          | 33位                                            | [ JR 23 ]                                       | [ 都 68 ]                                       |
| 2021年（令和03年）                              | 33,490                                          | 48,624                                          | 82,115                                          | 6.2%                                            | 33位                                            | [ JR 24 ]                                       | [ 都 69 ]                                       |
| 2022年（令和04年）                              | 41,625                                          | 51,158                                          | 92,784                                          | 13.0%                                           | 33位                                            | [ JR 25 ]                                       | [ 都 70 ]                                       |
| 2023年（令和05年）                              | 48,300                                          | 53,842                                          | 102,143                                         | 110.1%                                          | 28位                                            | [ JR 1 ]                                        | [ 都 71 ]                                       |

備考
1. ↑  1905年（明治38年）4月1日に開業。

### 京成電鉄
2024年度（令和6年度）の1日平均乗降人員は101,435人である。
各年度の推移は以下のとおりである。

#### 1日平均乗車人員（1956年 - 2000年）
| 1日平均乗車人員推移（京成電鉄） （1956年 - 2000年） | 1日平均乗車人員推移（京成電鉄） （1956年 - 2000年） | 1日平均乗車人員推移（京成電鉄） （1956年 - 2000年） |
| 年度                                                | 乗車人員                                            | 出典 （東京都）                                     |
| --------------------------------------------------- | --------------------------------------------------- | --------------------------------------------------- |
| 1956年（昭和31年）                                  | 32,529                                              | [ 都 4 ]                                            |
| 1957年（昭和32年）                                  | 36,719                                              | [ 都 5 ]                                            |
| 1958年（昭和33年）                                  | 40,322                                              | [ 都 6 ]                                            |
| 1959年（昭和34年）                                  | 42,163                                              | [ 都 7 ]                                            |
| 1960年（昭和35年）                                  | 45,109                                              | [ 都 8 ]                                            |
| 1961年（昭和36年）                                  | 48,169                                              | [ 都 9 ]                                            |
| 1962年（昭和37年）                                  | 52,605                                              | [ 都 10 ]                                           |
| 1963年（昭和38年）                                  | 53,928                                              | [ 都 72 ]                                           |
| 1964年（昭和39年）                                  | 55,444                                              | [ 都 12 ]                                           |
| 1965年（昭和40年）                                  | 56,479                                              | [ 都 73 ]                                           |
| 1966年（昭和41年）                                  | 54,988                                              | [ 都 14 ]                                           |
| 1967年（昭和42年）                                  | 56,652                                              | [ 都 74 ]                                           |
| 1968年（昭和43年）                                  | 56,247                                              | [ 都 75 ]                                           |
| 1969年（昭和44年）                                  | 54,057                                              | [ 都 17 ]                                           |
| 1970年（昭和45年）                                  | 50,863                                              | [ 都 18 ]                                           |
| 1971年（昭和46年）                                  | 45,984                                              | [ 都 19 ]                                           |
| 1972年（昭和47年）                                  | 43,855                                              | [ 都 76 ]                                           |
| 1973年（昭和48年）                                  | 47,652                                              | [ 都 21 ]                                           |
| 1974年（昭和49年）                                  | 43,126                                              | [ 都 77 ]                                           |
| 1975年（昭和50年）                                  | 41,303                                              | [ 都 23 ]                                           |
| 1976年（昭和51年）                                  | 38,597                                              | [ 都 78 ]                                           |
| 1977年（昭和52年）                                  | 37,153                                              | [ 都 25 ]                                           |
| 1978年（昭和53年）                                  | 37,710                                              | [ 都 26 ]                                           |
| 1979年（昭和54年）                                  | 36,314                                              | [ 都 27 ]                                           |
| 1980年（昭和55年）                                  | 35,658                                              | [ 都 28 ]                                           |
| 1981年（昭和56年）                                  | 34,923                                              | [ 都 29 ]                                           |
| 1982年（昭和57年）                                  | 34,274                                              | [ 都 30 ]                                           |
| 1983年（昭和58年）                                  | 33,631                                              | [ 都 31 ]                                           |
| 1984年（昭和59年）                                  | 33,033                                              | [ 都 32 ]                                           |
| 1985年（昭和60年）                                  | 33,995                                              | [ 都 33 ]                                           |
| 1986年（昭和61年）                                  | 34,975                                              | [ 都 34 ]                                           |
| 1987年（昭和62年）                                  | 35,784                                              | [ 都 35 ]                                           |
| 1988年（昭和63年）                                  | 36,932                                              | [ 都 36 ]                                           |
| 1989年（平成元年）                                  | 37,172                                              | [ 都 37 ]                                           |
| 1990年（平成02年）                                  | 37,814                                              | [ 都 38 ]                                           |
| 1991年（平成03年）                                  | 41,000                                              | [ 都 39 ]                                           |
| 1992年（平成04年）                                  | 42,652                                              | [ 都 40 ]                                           |
| 1993年（平成05年）                                  | 43,362                                              | [ 都 41 ]                                           |
| 1994年（平成06年）                                  | 43,400                                              | [ 都 42 ]                                           |
| 1995年（平成07年）                                  | 44,260                                              | [ 都 43 ]                                           |
| 1996年（平成08年）                                  | 44,595                                              | [ 都 44 ]                                           |
| 1997年（平成09年）                                  | 44,542                                              | [ 都 79 ]                                           |
| 1998年（平成10年）                                  | 43,636                                              | [ 都 46 ]                                           |
| 1999年（平成11年）                                  | 43,358                                              | [ 都 47 ]                                           |
| 2000年（平成12年）                                  | 43,375                                              | [ 都 80 ]                                           |

#### 1日平均乗車人員・乗降人員（2001年度以降）
| 1日平均乗車人員・乗降人員推移（京成電鉄）（2001年度以降） | 1日平均乗車人員・乗降人員推移（京成電鉄）（2001年度以降） | 1日平均乗車人員・乗降人員推移（京成電鉄）（2001年度以降） | 1日平均乗車人員・乗降人員推移（京成電鉄）（2001年度以降） | 1日平均乗車人員・乗降人員推移（京成電鉄）（2001年度以降） | 1日平均乗車人員・乗降人員推移（京成電鉄）（2001年度以降） | 1日平均乗車人員・乗降人員推移（京成電鉄）（2001年度以降） | 1日平均乗車人員・乗降人員推移（京成電鉄）（2001年度以降） | 1日平均乗車人員・乗降人員推移（京成電鉄）（2001年度以降） | 1日平均乗車人員・乗降人員推移（京成電鉄）（2001年度以降） | 1日平均乗車人員・乗降人員推移（京成電鉄）（2001年度以降） |
| 年度                                                      | 乗車人員                                                  | 乗降人員                                                  | 乗降人員                                                  | 乗降人員                                                  | 乗降人員                                                  | 乗降人員                                                  | 出典                                                      | 出典                                                      | 出典                                                      | 出典                                                      |
| 年度                                                      | 乗車人員                                                  | 定期外                                                    | 定期                                                      | 合計                                                      | 増加率                                                    | 順位                                                      | 京成                                                      | 関東広告                                                  | 東京都                                                    | 荒川区                                                    |
| --------------------------------------------------------- | --------------------------------------------------------- | --------------------------------------------------------- | --------------------------------------------------------- | --------------------------------------------------------- | --------------------------------------------------------- | --------------------------------------------------------- | --------------------------------------------------------- | --------------------------------------------------------- | --------------------------------------------------------- | --------------------------------------------------------- |
| 2001年（平成13年）                                        | 42,584                                                    |                                                           |                                                           |                                                           |                                                           |                                                           |                                                           |                                                           | [ 都 81 ]                                                 |                                                           |
| 2002年（平成14年）                                        | 42,521                                                    |                                                           |                                                           |                                                           |                                                           |                                                           |                                                           |                                                           | [ 都 82 ]                                                 |                                                           |
| 2003年（平成15年）                                        | 41,552                                                    | 36,676                                                    | 47,546                                                    | 84,222                                                    |                                                           |                                                           |                                                           | [ 関広 1 ]                                                | [ 都 83 ]                                                 |                                                           |
| 2004年（平成16年）                                        | 41,795                                                    | 39,320                                                    | 46,560                                                    | 85,880                                                    | 2.0%                                                      |                                                           |                                                           | [ 関広 2 ]                                                | [ 都 84 ]                                                 |                                                           |
| 2005年（平成17年）                                        | 41,611                                                    | 39,211                                                    | 46,246                                                    | 85,457                                                    | −0.5%                                                     |                                                           |                                                           | [ 関広 3 ]                                                | [ 都 85 ]                                                 |                                                           |
| 2006年（平成18年）                                        | 41,222                                                    | 38,994                                                    | 45,808                                                    | 84,802                                                    | −0.8%                                                     | 3位                                                       | [ 京成 2 ]                                                | [ 関広 4 ]                                                | [ 都 86 ]                                                 |                                                           |
| 2007年（平成19年）                                        | 42,585                                                    | 39,952                                                    | 47,804                                                    | 87,756                                                    | 3.5%                                                      | 3位                                                       | [ 京成 3 ]                                                | [ 関広 5 ]                                                | [ 都 87 ]                                                 |                                                           |
| 2008年（平成20年）                                        | 43,468                                                    | 39,766                                                    | 49,638                                                    | 89,404                                                    | 1.9%                                                      | 4位                                                       | [ 京成 4 ]                                                | [ 関広 6 ]                                                | [ 都 88 ]                                                 |                                                           |
| 2009年（平成21年）                                        | 43,964                                                    | 39,833                                                    | 50,378                                                    | 90,211                                                    | 0.9%                                                      |                                                           |                                                           | [ 関広 7 ]                                                | [ 都 89 ]                                                 |                                                           |
| 2010年（平成22年）                                        | 43,953                                                    | 41,089                                                    | 51,474                                                    | 92,563                                                    | 2.6%                                                      | 3位                                                       | [ 京成 5 ]                                                | [ 関広 8 ]                                                | [ 都 90 ]                                                 |                                                           |
| 2011年（平成23年）                                        | 44,675                                                    | 40,582                                                    | 51,424                                                    | 92,006                                                    | −0.6%                                                     | 3位                                                       | [ 京成 6 ]                                                | [ 関広 9 ]                                                | [ 都 91 ]                                                 |                                                           |
| 2012年（平成24年）                                        | 46,088                                                    | 42,643                                                    | 52,210                                                    | 94,853                                                    | 3.1%                                                      | 3位                                                       | [ 京成 7 ]                                                | [ 関広 10 ]                                               | [ 都 92 ]                                                 |                                                           |
| 2013年（平成25年）                                        | 46,983                                                    | 43,126                                                    | 53,302                                                    | 96,428                                                    | 1.7%                                                      | 3位                                                       | [ 京成 8 ]                                                | [ 関広 11 ]                                               | [ 都 93 ]                                                 |                                                           |
| 2014年（平成26年）                                        | 46,507                                                    | 42,363                                                    | 52,938                                                    | 95,301                                                    | −1.2%                                                     | 3位                                                       | [ 京成 9 ]                                                | [ 関広 12 ]                                               | [ 都 94 ]                                                 |                                                           |
| 2015年（平成27年）                                        | 47,661                                                    | 43,543                                                    | 54,582                                                    | 98,125                                                    | 3.0%                                                      | 3位                                                       | [ 京成 10 ]                                               | [ 関広 13 ]                                               | [ 都 95 ]                                                 |                                                           |
| 2016年（平成28年）                                        | 49,096                                                    | 45,410                                                    | 55,744                                                    | 101,154                                                   | 3.1%                                                      | 3位                                                       | [ 京成 11 ]                                               | [ 関広 14 ]                                               | [ 都 96 ]                                                 |                                                           |
| 2017年（平成29年）                                        | 50,252                                                    | 46,928                                                    | 56,600                                                    | 103,528                                                   | 2.3%                                                      | 3位                                                       | [ 京成 12 ]                                               | [ 関広 15 ]                                               | [ 都 97 ]                                                 |                                                           |
| 2018年（平成30年）                                        | 51,010                                                    | 47,822                                                    | 57,306                                                    | 105,128                                                   | 1.5%                                                      | 3位                                                       | [ 京成 13 ]                                               | [ 関広 16 ]                                               | [ 都 98 ]                                                 |                                                           |
| 2019年（令和元年）                                        | 50,138                                                    | 46,230                                                    | 57,440                                                    | 103,670                                                   | −1.4%                                                     | 3位                                                       | [ 京成 14 ]                                               | [ 関広 17 ]                                               | [ 都 99 ]                                                 |                                                           |
| 2020年（令和02年）                                        | 32,131                                                    | 23,232                                                    | 41,928                                                    | 65,160                                                    | −37.1%                                                    | 4位                                                       | [ 京成 15 ]                                               | [ 関広 18 ]                                               | [ 都 100 ]                                                |                                                           |
| 2021年（令和03年）                                        | 35,151                                                    | 28,452                                                    | 42,826                                                    | 71,278                                                    | 9.4%                                                      | 4位                                                       | [ 京成 16 ]                                               | [ 関広 19 ]                                               | [ 都 101 ]                                                |                                                           |
| 2022年（令和04年）                                        | 40,819                                                    | 37,310                                                    | 46,520                                                    | 83,830                                                    | 17.6%                                                     | 3位                                                       | [ 京成 17 ]                                               | [ 関広 20 ]                                               | [ 都 102 ]                                                | [ 荒 1 ]                                                  |
| 2023年（令和05年）                                        | 45,408                                                    | 46,279                                                    | 48,684                                                    | 94,963                                                    | 13.3%                                                     | 3位                                                       | [ 京成 18 ]                                               | [ 関広 21 ]                                               | [ 都 103 ]                                                |                                                           |
| 2024年（令和06年）                                        | 47,883                                                    | 51,543                                                    | 49,892                                                    | 101,435                                                   | 6.8%                                                      | 3位                                                       | [ 京成 1 ]                                                |                                                           |                                                           |                                                           |

### 東京都交通局
2023年度（令和5年度）の1日平均乗降人員は52,085人（乗車人員：26,123人、降車人員：25,962人）である。日暮里・舎人ライナーの駅では第1位。
開業後以降の推移は以下のとおりである。
| 1日平均乗降人員推移（東京都交通局） | 1日平均乗降人員推移（東京都交通局） | 1日平均乗降人員推移（東京都交通局） | 1日平均乗降人員推移（東京都交通局） | 1日平均乗降人員推移（東京都交通局） | 1日平均乗降人員推移（東京都交通局） | 1日平均乗降人員推移（東京都交通局） | 1日平均乗降人員推移（東京都交通局） | 1日平均乗降人員推移（東京都交通局） |
| 年度                                | 乗車人員                            | 乗車人員                            | 乗車人員                            | 降車人員                            | 合計 （乗降人員）                   | 出典                                | 出典                                | 出典                                |
| 年度                                | 定期外                              | 定期                                | 合計                                | 降車人員                            | 合計 （乗降人員）                   | 交通局                              | 東京都                              | 荒川区                              |
| ----------------------------------- | ----------------------------------- | ----------------------------------- | ----------------------------------- | ----------------------------------- | ----------------------------------- | ----------------------------------- | ----------------------------------- | ----------------------------------- |
| 2007年（平成19年）                  |                                     |                                     | 23,531                              |                                     |                                     |                                     |                                     |                                     |
| 2008年（平成20年）                  | 5,373                               | 9,636                               | 15,010                              | 14,558                              | 29,568                              | [ 都交 2 ]                          | [ 都 104 ]                          |                                     |
| 2009年（平成21年）                  | 5,211                               | 11,370                              | 16,580                              | 16,603                              | 33,183                              | [ 都交 3 ]                          | [ 都 105 ]                          |                                     |
| 2010年（平成22年）                  | 5,263                               | 12,608                              | 17,920                              | 17,935                              | 35,855                              | [ 都交 4 ]                          | [ 都 106 ]                          |                                     |
| 2011年（平成23年）                  | 5,322                               | 13,254                              | 18,576                              | 18,561                              | 37,137                              | [ 都交 5 ]                          | [ 都 107 ]                          |                                     |
| 2012年（平成24年）                  | 5,644                               | 13,532                              | 19,175                              | 19,172                              | 38,347                              | [ 都交 6 ]                          | [ 都 108 ]                          |                                     |
| 2013年（平成25年）                  | 5,844                               | 14,578                              | 20,421                              | 20,419                              | 40,840                              | [ 都交 7 ]                          | [ 都 109 ]                          |                                     |
| 2014年（平成26年）                  | 6,055                               | 15,310                              | 21,365                              | 21,345                              | 42,710                              | [ 都交 8 ]                          | [ 都 110 ]                          |                                     |
| 2015年（平成27年）                  | 6,331                               | 16,429                              | 22,758                              | 22,738                              | 45,496                              | [ 都交 9 ]                          | [ 都 111 ]                          |                                     |
| 2016年（平成28年）                  | 6,534                               | 17,515                              | 24,048                              | 24,043                              | 48,091                              | [ 都交 10 ]                         | [ 都 112 ]                          |                                     |
| 2017年（平成29年）                  | 6,732                               | 19,014                              | 25,745                              | 25,751                              | 51,496                              | [ 都交 11 ]                         | [ 都 113 ]                          |                                     |
| 2018年（平成30年）                  | 6,844                               | 19,725                              | 26,569                              | 26,524                              | 53,093                              | [ 都交 12 ]                         | [ 都 114 ]                          |                                     |
| 2019年（令和元年）                  | 6,776                               | 20,371                              | 27,147                              | 27,106                              | 54,253                              | [ 都交 13 ]                         | [ 都 115 ]                          |                                     |
| 2020年（令和02年）                  | 5,223                               | 15,839                              | 21,062                              | 21,051                              | 42,113                              | [ 都交 14 ]                         | [ 都 116 ]                          |                                     |
| 2021年（令和03年）                  | 6,212                               | 15,909                              | 22,122                              | 22,013                              | 44,135                              | [ 都交 15 ]                         | [ 都 117 ]                          |                                     |
| 2022年（令和04年）                  | 7,350                               | 16,842                              | 24,192                              | 24,060                              | 48,252                              | [ 都交 16 ]                         | [ 都 118 ]                          | [ 荒 1 ]                            |
| 2023年（令和05年）                  | 8,145                               | 17,978                              | 26,123                              | 25,962                              | 52,085                              | [ 都交 1 ]                          | [ 都 119 ]                          |                                     |

備考
1. ↑  2008年3月30日開業。開業日から同年3月31日までの計2日間を集計したデータ[16]。

## 駅周辺

東口にある太田道灌の銅像（2008年5月）

駅の西側には昔ながらの商店街「谷中銀座」や谷中霊園がある。反対に駅の東側では駅前再開発が行われている。南東側には繊維問屋街がある。
駅東口付近のバスターミナルには、太田道灌の騎馬姿の銅像がある。
かつては駅前に駄菓子問屋が集まった一角があったが、日暮里・舎人ライナーの乗り入れに伴う駅前再開発で建設されたサンマークシティ日暮里があり、山手線日暮里駅直結の3棟の高層マンションおよび付属施設で構成され、3棟ともに居住・商業施設が一体となっている。
駄菓子屋が「ステーションガーデンタワー」に入店したほか、日暮里に本部を置くエドウインも入店した。
駅北側は短い区間ながらJR線の6複線と京成線の上り線の計13線がほぼ同一平面で併走し、日本最多の併走区間となっている。この区間では1日当たり約2,500本もの列車が通過する。併走の様子は北口の跨線橋である下御隠殿橋(しもごいんでんばし)から見ることができ、鉄道ファンや観光客に人気がある。橋にある見学用スペースを、荒川区役所などは「トレインミュージアム」と呼んでいる。北改札口の西口駅舎には当駅を走るJR車両のイラストが展示されていて、下御隠殿橋には列車を模したレリーフが飾られている。
南口側は新幹線が地下に潜り、京成線がJR線を跨ぎ越すため、5複線になる。

### 西口
- 谷中銀座商店街
- 朝倉彫塑館
- 日暮里富士見坂
- 岡倉天心記念公園
- 台東区谷中コミュニティセンター
- 荒川区諏訪台ひろば館
- 東京芸術大学上野キャンパス
- 東京都立上野高等学校
- 東京芸術大学音楽学部附属音楽高等学校
- 天王寺
- 延命院
- 長明寺

### 東口
- サンマークシティ日暮里 - 3棟のビルからなる。
- 荒川区立日暮里図書館
- 荒川区役所日暮里区民事務所
  - 荒川区日暮里区民事務所ひろば館
- 日暮里駅前郵便局
- MIATモンゴル航空東京オフィス
- ホテルラングウッド
  - 日暮里サニーホール
- ホテルマイステイズ日暮里
- 大藤

## バス路線
東側の交通広場に都営バスの路線が乗り入れている。停留所名は「日暮里駅前」である。
- 都08(T08)：錦糸町駅前行・下谷警察署前行
- 里22：亀戸駅前行・南千住車庫前行
- 里48：見沼代親水公園駅前行・江北六丁目団地前行（平日のみ運行）
- 里48-2：加賀団地（循環）・加賀行

## その他
- JR日暮里駅のイメージキャラクターは、当時当駅に在籍していたJR社員が谷中のネコをイメージして考案した「にゃっぽり」[18]。駅スタンプに用いられ、またエキュート日暮里でグッズも販売されている[18]。
- 常磐線の起点、上野駅の一歩手前ということもあり、戦後はヤミ米の取締りが行われた。1951年（昭和26年）には7月10日、7月11日と日暮里駅で2日連続で摘発された茨城県石岡町の女性が新聞記事となっており、摘発の頻度が伺われる[新聞 12]ほか、1955年（昭和30年）には日暮里駅に到着した長距離列車に上野警察署員、上野鉄道公安室署員が乗り込み、上野駅で担ぎ屋を一網打尽にする集中取り締まりも行われていた[新聞 13]。

### 運賃計算の特例
日暮里駅周辺には、いくつか運賃計算の特例が設定されている。なお、はみ出して折り返せる区間での途中下車はできない。
1. 日暮里駅 - 赤羽駅間については、経路特定区間となっており、尾久駅経由（宇都宮線・高崎線）で乗車する場合にも王子駅経由（京浜東北線）で運賃計算を行う[19]。
2. 三河島駅 - 日暮里駅 - 西日暮里駅を含むような形で乗車する場合（上記の特例により尾久経由で赤羽以遠を利用する場合、さらには東北新幹線の上野 - 大宮間を利用する場合も含まれる）には、日暮里駅 - 東京駅間を折り返し乗車できる（グリーン定期券では不可、グリーン定期券以外の定期券では日暮里駅 - 上野駅の在来線のみ可）[20]。
3. 尾久駅と日暮里駅・鶯谷駅・三河島駅以遠・西日暮里駅以遠を行き来する場合、グリーン定期券以外では日暮里駅（鶯谷駅） - 上野駅間を折り返して乗車できる[20]。

## 隣の駅
東日本旅客鉄道（JR東日本）
 常磐線（快速）
- 特急「ときわ」一部停車駅

■特別快速
上野駅 (JJ 01) - 日暮里駅 (JJ 02) - 北千住駅 (JJ 05)
■■快速
上野駅 (JJ 01) - 日暮里駅 (JJ 02) - 三河島駅 (JJ 03)
 京浜東北線
■快速
通過
■各駅停車
西日暮里駅 (JK 33) - 日暮里駅 (JK 32) - 鶯谷駅 (JK 31)
 山手線
西日暮里駅 (JY 08) - 日暮里駅 (JY 07) - 鶯谷駅 (JY 06)
京成電鉄
 本線
- ■「スカイライナー」・■「モーニングライナー」・■「イブニングライナー」停車駅

■快速特急・■アクセス特急・■特急・■通勤特急
京成上野駅 (KS01) - 日暮里駅 (KS02) - 青砥駅 (KS09)
■快速
京成上野駅 (KS01) - 日暮里駅 (KS02) - 千住大橋駅 (KS05)
■普通
京成上野駅 (KS01) - 日暮里駅 (KS02) - 新三河島駅 (KS03)
- 大晦日や正月などの特定日には、■「シティライナー」も停車する。
- 京成上野方面の次駅は、1953年（昭和28年）までは寛永寺坂駅、2004年（平成16年）までは博物館動物園駅。新三河島方面は、1947年（昭和22年）までは道灌山通駅であった。

東京都交通局
 日暮里・舎人ライナー
日暮里駅 (NT 01) - 西日暮里駅 (NT 02)

### 記事本文